# Ofiary zbrodni katyńskiej – zamordowani z Białoruskiej Listy Katyńskiej
Ofiary zbrodni katyńskiej – zamordowani z Białoruskiej Listy Katyńskiej
| Uwaga:Na poniższej liście umieszczono: - 231 biogramów osób zaginionych, o których na podstawie zgromadzonych informacji wiemy, że były przetrzymywane w mińskim więzieniu i ich los od połowy 1940 roku pozostaje nieznany. Wobec tej grupy osób zachodzi największe prawdopodobieństwo, że padły ofiarą Zbrodni Katyńskiej; - 564 biogramy osób, które były przetrzymywane do wiosny 1940 roku w więzieniach na terenie północno-wschodnich województw Polski, anektowanych po 17 września przez ZSRS, m.in. w Brześciu, Pińsku, Baranowiczach, Wilnie i których dalszy los nie jest ustalony. Osoby te mogły zostać przewiezione do więzienia w Mińsku i zamordowane na mocy decyzji z 5 marca 1940 roku. |

## Lista ofiar
| Nazwisko i imię                             | Syn/rok urodzenia                      | Stopień                   | Ostatni znany przydział                   | Zawód                       | Inne dane (ew. informacje)                      |
| ------------------------------------------- | -------------------------------------- | ------------------------- | ----------------------------------------- | --------------------------- | ----------------------------------------------- |
| Abramowicz Franciszek                       | s. Marcina, ur. 1903                   |                           |                                           |                             |                                                 |
| Abrasonis Kazimierz                         | s. Bartłomieja, ur. 1901 (1904)        | sierżant                  | 29 pułk artylerii lekkiej                 |                             |                                                 |
| Adler Bolesław                              | s. Aleksandra, ur. 1893                | bombardier                |                                           |                             |                                                 |
| Ambrosewicz Alfons                          | s. Mikołaja, ur. 1912                  |                           |                                           |                             |                                                 |
| Ambrosewicz Zygmunt                         | s. Józefa, ur. 1880                    |                           |                                           | rolnik                      |                                                 |
| Ancewicz Antoni                             | s. Adolfa, ur. 1897                    |                           |                                           | nauczyciel                  | Gimnazjum im. T. Zana w Mołodecznie             |
| Ancuta Władysław                            | s. Władysława, ur. 1891                |                           |                                           | ziemianin                   |                                                 |
| Andrasiuk Jakub                             | s. Piotra, ur. 1894                    |                           |                                           | mechanik                    |                                                 |
| Andronowski Bohdan                          | s. Stefana Wacława, ur. 1908           | ppor. piech. rez.         | 86 pułk piechoty                          |                             |                                                 |
| Andruszkiewicz Antoni                       | s. Wincentego, ur. 1888                | sierżant                  | 2 pułk piechoty Legionów                  | osadnik wojskowy            | osada Mirów (e)                                 |
| Anisilewski Mieczysław                      | s. Stefana                             |                           |                                           |                             |                                                 |
| Ankiewicz Władysław                         | s. Stanisława, ur. 1908                |                           |                                           | nauczyciel                  | szkoła w Pińsku?                                |
| Antonowicz Witold                           | s. Walerego, ur. 1897                  |                           |                                           | nauczyciel                  | poseł na Sejm II RP                             |
| Arciszewski Wiktor                          | s. Adama, ur.                          | plutonowy                 |                                           |                             |                                                 |
| Awdziejczyk Jan                             | s. Aleksandra, ur. 1892                | oficer rezerwy            |                                           |                             |                                                 |
| Badowski Tadeusz Józef                      | s. Felicji, ur. 1912                   | ppor. piech. rez.         |                                           |                             |                                                 |
| Bagiński Stanisław                          | s. Józefa                              | plutonowy                 |                                           |                             |                                                 |
| Bakanowski Kazimierz                        | s. Teofila, ur. 1895                   | plutonowy rezerwy         |                                           | urzędnik                    | biuro notarialne w Wilnie?                      |
| Bakunowicz Józef                            | ur. 1895                               |                           |                                           | policjant                   |                                                 |
| Baniewicz Czesław                           | s. Piotra, ur. 1890                    | porucznik rezerwy         |                                           | prawnik                     |                                                 |
| Baran Jan                                   | s. Józefa, ur. 1896                    | st. wachm.                | Posterunek Żandarmerii Kobryń             | podoficer zawodowy          |                                                 |
| Baranowski Wacław                           | s. Tomasza, ur. 1896                   |                           |                                           |                             |                                                 |
| Barański Jan                                | s. Stanisława, ur. 1896                | posterunkowy              | Posterunek PP w Iwie                      | policjant                   |                                                 |
| Bartczak Stanisław                          | s. Antoniego, ur. 1914                 |                           |                                           |                             |                                                 |
| Bartoszewicz Stanisław                      | s. Józefa, ur. 1899                    |                           |                                           |                             |                                                 |
| Bazun Maksym                                | ur. 1900                               |                           |                                           | gajowy                      |                                                 |
| Bdzikot Władysław                           | s. Jana, ur. 1914                      |                           |                                           | rolnik                      |                                                 |
| Bednarski Kazimierz                         | s. Marcina, ur. 1892                   |                           |                                           |                             |                                                 |
| Bejner Aleksander                           |                                        |                           |                                           | rolnik                      |                                                 |
| Bekier Stanisław                            | s. Jana, ur.                           |                           | Posterunek PP w Graużyszkach              | policjant                   | komendant posterunku                            |
| Bendzio Władysław                           |                                        |                           |                                           |                             |                                                 |
| Benkaluk Jan                                | s. Piotra, ur. 1912                    |                           |                                           |                             |                                                 |
| Białobrocki Piotr                           | s. Kazimierza, ur. 1896                | sierżant rezerwy          |                                           | rolnik                      |                                                 |
| Białomyzy Wincenty                          | s. Jana, ur. 1887                      | przodownik                |                                           | policjant                   |                                                 |
| Bibiło Bolesław                             | s. Michała, ur. 1893                   |                           |                                           | rolnik                      |                                                 |
| Bibiło Jan                                  | s. Michała, ur. 1887                   |                           |                                           | rolnik                      |                                                 |
| Biegański Andrzej                           | s. Piotra, ur. 1901                    | starszy przodownik        | Posterunek PP w Graużyszkach              | policjant                   |                                                 |
| Biegański Jan                               | ur. 1897                               | starszy przodownik        | Policja Państwowa w Odryżynie             | policjant                   |                                                 |
| Bielak Jan                                  | s. Michała, ur. 1899                   | starszy posterunkowy      | Posterunek PP w Porpliszczu               | policjant                   |                                                 |
| Bielski Władysław                           | s. Władysława, ur. 1914                |                           |                                           |                             |                                                 |
| Bieńkiewicz Henryk                          | s. Feliksa Leopolda, ur. 1882          | mjr sap. posp. rusz. inż. | Oficerska Kadra Okręgowa Nr I             |                             | burmistrz Słonimia                              |
| Bieńko Zygmunt                              | s. Marcina, ur. 1907                   | sierżant                  |                                           |                             |                                                 |
| Biłyk Józef                                 | s. Michała, ur. 1896                   |                           |                                           | policjant                   |                                                 |
| Bisping von Gallen Jan Nepomucen            | s. Józefa, ur. 1880                    |                           |                                           | ziemianin                   | wł. majątku Massalany                           |
| Bitner-Glindzicz Adolf                      | s. Adolfa, ur.                         |                           |                                           | ziemianin                   | wł. majątku Kwatery                             |
| Blady Sylwester                             | s. Stefana, ur. 1877 (1875)            |                           |                                           | emerytowany policjant       |                                                 |
| Błaszczyk Włodzimierz                       | s. Jana, ur. 1921                      |                           |                                           |                             |                                                 |
| Błażejewski Eugeniusz                       | s. Michała, ur. 1885                   | przodownik                |                                           | policjant                   |                                                 |
| Błażewicz Adolf                             | s. Mikołaja, ur. 1900                  |                           |                                           |                             |                                                 |
| Błażewicz Stanisław                         | s. Mikołaja, ur. 1890                  |                           |                                           |                             |                                                 |
| Błoński Stanisław                           | s. Macieja, ur. 1889                   |                           |                                           | prokurator                  |                                                 |
| Błoszczyński Mieczysław                     | s. Marii, ur. 1900                     |                           |                                           |                             |                                                 |
| Bober Sylwester                             | s. Adama, ur. 1914                     |                           |                                           | urzędnik                    | Poczta Polska                                   |
| Bobins (Bobnis) Jan                         | s. Wincentego, ur. 1920                |                           |                                           |                             |                                                 |
| Bobiński Adam                               | s. Władysława, ur. 1869                |                           |                                           | ziemianin                   | wł. majątku Wieżki                              |
| Bobrowicz Romuald                           | s. Rajmunda, ur. 1895                  |                           |                                           | ziemianin                   | wł. majątku Wilejsze                            |
| Bobrowski Adolf                             | s. Stanisława,                         |                           | Posterunek PP w Choroszczy                | policjant                   |                                                 |
| Bocheński Włodzimierz                       | s. Jerzego, ur. 1876                   |                           |                                           | lekarz weterynarii          | wł. majątku Widybór                             |
| Bogdanowicz Wiaczesław                      | s. Bazylego, ur. 1878                  |                           |                                           |                             | senator RP                                      |
| Bojaruniec Bolesław                         |                                        |                           |                                           | rolnik                      |                                                 |
| Bona Alojzy                                 | s. Józefa, ur. 1900                    | bosman                    | Flotylla Pińska                           | podoficer zawodowy          |                                                 |
| Borkowski Jan                               | s. Ludwika, ur. 1881                   |                           |                                           | rolnik                      |                                                 |
| Borowski Jan                                | s. Aleksandra, ur. 1880                |                           |                                           | ziemianin                   | wł. majątku Juncewicze                          |
| Borowski Kazimierz                          | s. Konstantego, ur. 1899               | starszy sierżant          | Korpus Ochrony Pogranicza                 |                             |                                                 |
| Borowski-Beszta Michał                      | s. Antoniego, ur. 1895                 | komisarz                  | Straż Graniczna w Mińsku Mazowieckim      | strażnik graniczny          |                                                 |
| Boryczko Józef                              | s. Antoniego, ur. 1899                 | starszy posterunkowy      |                                           |                             |                                                 |
| Boumiłło Józef                              | s. Jana, ur. 1891                      | kpt. int.                 | 77 pułk piechoty                          | oficer służby stałej        |                                                 |
| Brandt Olgierd                              | s. Jadwigi, ur. 1878                   |                           |                                           | emerytowany sędzia          |                                                 |
| Bratek Michał                               | s. Antoniego, ur. 1898                 |                           | Policja Państwowa w Antopolu              | policjant                   |                                                 |
| Brejcha                                     |                                        | kapitan rezerwy           |                                           | inżynier                    | zam. w Grodnie                                  |
| Browarek Stefan                             | ur. 1913                               | podporucznik obserwator   | pluton łącznikowy nr 10?                  |                             |                                                 |
| Brożek Roman                                | s. Ignacego, ur. 1909                  |                           |                                           | instruktor                  | PCK                                             |
| Brudzyński Feliks Modest                    | s. Teofila, ur. 1907                   | oficer rezerwy            |                                           | urzędnik                    | Urząd Skarbowy w Mławie                         |
| Bryk Antoni                                 | s. Józefa, ur.                         | wachmistrz                |                                           | urzędnik                    | pracował w Pińsku                               |
| Brzeski Antoni                              | s. Franciszka, ur. 1899                | starszy szeregowy         | 63 pułk piechoty                          | policjant                   | komendant posterunku w Przechodach (VM)         |
| Brzozowski Wacław                           | s. Antoniego, ur. 1892                 |                           |                                           | sędzia apelacyjny           | Sąd Apelacyjny w Wilnie                         |
| Buchwald Józef                              |                                        |                           | więzienie w Pińsku                        | strażnik więzienny          |                                                 |
| Bugała Feliks                               | s. Baltazara, ur. 1898                 |                           | Karny Ruchomy Ośrodek Pracy pod Kobryniem | strażnik więzienny          | (KW)                                            |
| Bułat Roman                                 | ur. 1889                               |                           | Posterunek PP w Rzeczycy, pow. Kobryń     | policjant                   |                                                 |
| Buśko Antoni                                | s. Stanisława, ur. 1900                |                           |                                           | restaurator                 | pracował w Darewie                              |
| Butkiewicz Jan                              | s. Tomasza, ur. 1897                   |                           | Posterunek PP w Parafianowie              | policjant                   | komendant posterunku                            |
| Buttowt-Andrzeykowicz Henryk Antoni         | s. Jana, ur. 1882                      |                           |                                           | ziemianin                   | wł. majątku Hornostajewicze                     |
| Ceglarski Władysław                         | s. Cypriana, ur. 1904                  | podporucznik rezerwy      |                                           | nauczyciel                  | zam. Dereczyn                                   |
| Chabros Antoni                              | s. Andrzeja, ur. 1889                  | sierżant rezerwy          |                                           | osadnik wojskowy            | zam. Hawryłowo                                  |
| Charkiewicz Stanisław                       | s. Franciszka, ur. 1904 (1907)         |                           |                                           |                             | wójt gminy Nowa Mysz                            |
| Cheński Stanisław                           | s. Witolda, ur. 1913                   | podporucznik rezerwy      |                                           | urzędnik                    | pracownik banku                                 |
| Chmielewski Stanisław                       | s. Antoniego, ur. 1900                 | sierż.                    | batalion KOP „Budsław”                    | podoficer zawodowy          |                                                 |
| Chrzanowski Stefan Aleksander               | s. Antoniego, ur. 1900                 | aspirant                  | więzienie w Słonimiu                      | strażnik więzienny          | z-ca naczelnika więzienia                       |
| Chudzik Czesław                             | s. Piotra, ur. 1906                    |                           |                                           | przemysłowiec               |                                                 |
| Chwiesiuk Piotr                             | s. Mikołaja, ur. 1888                  |                           |                                           | policjant                   |                                                 |
| Chyliński Dionizy                           |                                        |                           |                                           |                             |                                                 |
| Ciechanowski Bolesław                       | s. Mieczysława, ur. 1897               | ppłk dypl. piech.         | 64 pułk piechoty                          | oficer służby stałej        |                                                 |
| Cichy Józef                                 | s. Franciszka, ur. 1908                | plutonowy                 |                                           |                             |                                                 |
| Ciemniewski Jan Romuald                     | s. Hilarego, ur. 1896                  | podporucznik rezerwy      |                                           | ziemianin                   |                                                 |
| Cieślak Bonifacy                            | s. Teofila, ur. 1902                   |                           |                                           |                             |                                                 |
| Ciupa Stanisław                             | s. Ludwika, ur. 1903                   |                           | Policja Państwowa w Iwie                  | policjant                   |                                                 |
| Cudzik Marian                               | s. Ludwika, ur. 1901                   |                           |                                           | policjant                   |                                                 |
| Cwalino Mieczysław                          | ur. 1876                               |                           |                                           | urzędnik                    | Starostwo w Kobryniu                            |
| Cybulski Napoleon                           | s. Napoleona, ur. 1894                 |                           |                                           |                             |                                                 |
| Czaban Jan                                  |                                        |                           |                                           | leśnik                      |                                                 |
| Czajkowski Emilian                          | s. Wincentego, ur. 1889                |                           |                                           | policjant                   |                                                 |
| Czarnocki Stanisław                         | s. Józefa, ur. 1902                    |                           |                                           | inżynier rolnik             |                                                 |
| Czarnożyński P.                             |                                        | nadkomisarz               | Policja Państwowa w Brześciu              | policjant                   | komendant Policji w Brześciu                    |
| Czech Paweł                                 | s. Jakuba, ur. 1900                    | posterunkowy              | Posterunek PP w Zalesiu                   | policjant                   |                                                 |
| Czechowski Teodor                           | s. Jana, ur. 1892                      | starszy przodownik        | Policja Państwowa w Zabłudowie            | policjant                   |                                                 |
| Czernecki Tadeusz Jerzy                     | s. Władysława, ur. 1907                | podporucznik rezerwy      |                                           | lekarz                      |                                                 |
| Czerniak Leon                               | s. Józefa, ur. 1908                    |                           |                                           |                             |                                                 |
| Czyczyński Wacław                           | s. Antoniego                           |                           |                                           | urzędnik skarbowy           |                                                 |
| Czyżewski Jan                               | s. Leona, ur. 1891                     |                           |                                           |                             |                                                 |
| Daglis Franciszek                           | ur. 1895                               | komisarz                  |                                           | policjant                   |                                                 |
| Daniłowicz Jan                              | s. Seweryna, ur. 1908                  |                           |                                           |                             |                                                 |
| Danowski Witold                             | s. Zygmunta, ur. 1918                  |                           |                                           |                             |                                                 |
| Dańko Franciszek                            | s. Wojciecha, ur. 1891                 | ppor. int. rez.           |                                           | osadnik wojskowy            | osada Zababie                                   |
| Dasiukiewicz Walenty                        | s. Józefa, ur. 1892                    |                           |                                           | urzędnik                    | zam. w Pińsku                                   |
| Daszkiewicz Józef                           | s. Jana, ur. 1886                      |                           | Policja Państwowa w Pińsku                | policjant                   |                                                 |
| Daszuta Józef Edward                        | s. Sylwestra, ur. 1902                 | kapral                    |                                           |                             | radny miejski w Sokółce (E. VM)                 |
| Daszuta Ryszard                             | s. Sylwestra, ur. 1900                 |                           |                                           |                             | wł. mleczarni w Sokółce                         |
| Dauksza Antoni                              | s. Antoniego                           |                           |                                           | rolnik                      | zam. Kościewicze                                |
| Dauksza Stanisław                           | s. Antoniego                           |                           |                                           | rolnik                      | zam. Kościewicze                                |
| Dawidziuk Stanisław                         | ur. 1904                               |                           | Posterunek PP w Kosowie Poleskim          | policjant                   |                                                 |
| Dąbrowski Antoni                            | ur. 1904                               | sierżant rezerwy          |                                           | ślusarz                     | zam. Pińsk                                      |
| Dąbrowski Feliks                            | s. Józefa, ur. 1915                    | plutonowy                 |                                           |                             |                                                 |
| Deńgo (Dega, Dęga) Jan                      | s. Ludwika, ur. 1897                   | starszy posterunkowy      | Policja Państwowa w Pińsku                | policjant                   |                                                 |
| Deputat Stanisław                           | s. Józefa, ur. 1900                    |                           |                                           |                             | zam. w Rudawce                                  |
| Dębski Jan                                  |                                        |                           |                                           | policjant                   |                                                 |
| Dębski Stanisław Teofil                     | s. Szczepana, ur. 1890                 | przodownik                |                                           | strażnik graniczny          |                                                 |
| Dmochowski                                  |                                        |                           |                                           | radca                       | Naczelna izba Kontroli w Warszawie              |
| Dobrowolski Władysław                       | s. Konstantego, ur. 1895               | aspirant                  | wiezienie w Baranowiczach                 | strażnik więzienny          |                                                 |
| Domagalski Jan                              | s. Franciszka, ur. 1888                | posterunkowy              | Policja Państwowa w Wilnie                | policjant                   |                                                 |
| Donderowicz Teofil                          | ur. 1893,                              |                           | Komenda Wojewódzka PP w Brześciu          | policjant                   |                                                 |
| Drążyk jan                                  | s. Ludwika, ur. 1900                   |                           | Policja Państwowa w Prużanie              | policjant                   |                                                 |
| Dreher Jan                                  | s. Jana, ur. 1899                      | starszy przodownik        | Policja Państwowa w Pińsku                | policjant                   |                                                 |
| Drewojed Jan                                | s. Franciszka, ur. 1897                |                           |                                           | prawnik                     | zam. Pińsk                                      |
| Dubiczyński Jan                             | s. Edmunda, ur. 1891                   |                           |                                           |                             |                                                 |
| Dukarski Kazimierz                          | s. Józefa, ur. 1890                    | przodownik                | więzienie w Pińsku                        | strażnik więzienny          |                                                 |
| Dykałowicz Aleksander                       | s. Aleksandra, ur. 1902                |                           |                                           |                             | zam. w Puchłach                                 |
| Dykałowicz Chilimon                         | s. Ignacego,                           |                           |                                           | rolnik                      | zam. w Puchłach                                 |
| Dynowski Roman                              | ur. 1898                               | porucznik rezerwy         |                                           | leśniczy                    | Leśnictwo Topiło                                |
| Dziedzicki Antoni                           | s. Ksawerego, ur. 1889                 |                           |                                           | prawnik                     | sędzia Sądu Okręgowego w Białymstoku            |
| Dziekański Albin                            | ur. 1889                               |                           |                                           | ziemianin                   |                                                 |
| Dzieszuk Bronisław                          | ur. 1910                               |                           | Policja Państwowa w Grodnie               |                             |                                                 |
| Dzikowski Wiktor                            | s. Józefa, ur. 1888                    |                           |                                           |                             |                                                 |
| Dziurdziński Władysław                      | s. Józefa, ur. 1877                    |                           |                                           |                             | wójt gminy Odryżyn                              |
| Ejsymont Wiktor                             | s. Wiktora, ur. 1907                   |                           |                                           | rzemieślnik                 |                                                 |
| Eliszewski Stefan                           | s. Walentego, ur. 1889                 |                           | Policja Państwowa w Wasiliszkach          | policjant                   |                                                 |
| Erazm Władysław                             | s. Jana, ur. 1876                      |                           |                                           |                             |                                                 |
| Fabijański Kazimierz                        | s. Józefa, ur. 1906                    |                           | Policja Państwowa w Warszawie             | policjant                   |                                                 |
| Falkowski Ignacy                            | s. Aleksandra                          |                           |                                           |                             | zam. Łapy-Kołpaki                               |
| Fenrych Władysław                           | s. Władysława, ur. 1891                | porucznik rezerwy         |                                           | ziemianin                   | wł. majątku Przybroda                           |
| Fijałkowski Władysław                       | s. Jana, ur. 1896                      | st. wachmistrz rezerwy    | 3 dywizjon żandarmerii                    | urzędnik                    |                                                 |
| Filik Jan                                   |                                        |                           |                                           | rolnik                      | zam. w Albie                                    |
| Filipowicz Jan                              | s. Stanisława, ur. 1901                | starszy sierżant          | batalion KOP „Ludwikowo”                  |                             |                                                 |
| Fiłon Aleksander                            | ur. 1890                               |                           |                                           | urzędnik                    | zam. Drohiczyn                                  |
| Fisiak Józef                                |                                        | plutonowy                 |                                           | osadnik wojskowy            | zam. Osownica                                   |
| Flach Zbigniew                              | ur. 1910                               |                           | Policja Państwowa w Brześciu              | policjant                   |                                                 |
| Florczykowski Aleksander                    | s. Dominika, ur. 1902                  |                           | Policja Państwowa w Brześciu              | policjant                   |                                                 |
| Fok Stefan                                  | s. Jana, ur. 1896                      | porucznik rezerwy         |                                           |                             | dyrektor Izby Skarbowej w Nowogródku            |
| Franciuk Włodzimierz                        | s. Tomasza                             |                           |                                           |                             | zam. w Łosiach                                  |
| Frejtak (Frejtag) Michał                    | s. Ludwika, ur. 1888                   |                           | Policja Państwowa w Hajnówce              | policjant                   |                                                 |
| Furman Grzegorz                             | s. Jana, ur. 1905                      |                           |                                           |                             |                                                 |
| Furman Jan                                  | s. Gabriela, ur. 1867                  |                           |                                           |                             |                                                 |
| Gajdel Antoni                               | s. Jakuba, ur. 1892                    |                           | Policja Państwowa w Grodnie               | policjant                   |                                                 |
| Galiński Bolesław Kazimierz                 | ur. 1893                               |                           |                                           | urzędnik                    | Izba Skarbowa w Nowogródku                      |
| Gałecki Aleksander                          | ur. 1898                               | przodownik                |                                           | policjant                   |                                                 |
| Gawroński Edward                            | s. Józefa, ur. 1881                    |                           |                                           | ziemianin                   | wł. majątku Małynka                             |
| Gądela Kazimierz                            |                                        |                           |                                           | nauczyciel                  | szkoła w Hermanowiczach                         |
| Geniusz Eugeniusz Mieczysław                | s. Tomasza, ur. 1902                   |                           |                                           |                             | wójt gminy Odelsk                               |
| Gieda Radosław                              | s. Józefa, ur. 1894                    |                           |                                           |                             |                                                 |
| Giedrojć (Gedrojd) Stefan                   | s. Stanisława, ur. 1893                |                           | Policja Państwowa                         | policjant                   |                                                 |
| Gil Julian                                  | ur. 1892                               |                           |                                           | urzędnik                    | kier. Kasy Stefczyka w Dubatówce                |
| Gill (Gil) Joachim                          | s. Pawła, ur. 1900                     |                           |                                           |                             |                                                 |
| Girstun Ludwik                              | s. Marii, ur. 1890                     |                           |                                           |                             |                                                 |
| Giwer Witold                                | s. Jana, ur. 1907                      | plutonowy                 |                                           |                             |                                                 |
| Gliwiński Piotr                             | ur. 1921                               |                           |                                           |                             |                                                 |
| Gobryk Mikołaj                              | s. Stefana, ur. 1910                   |                           |                                           |                             | zam. Baranowicze                                |
| Godziemba-Wysocki Bronisław                 | s. Eustachego, ur. 1891                |                           |                                           | inżynier rolnik             | wł. majątku Hurczyny                            |
| Gojdź Stanisław                             | s. Mikołaja, ur. 1918                  | ppor. art.                | Ośrodek Zapasowy Art. Plot. Nr 2          | oficer służby stałej        |                                                 |
| Goławski Bronisław                          | s. Teofila, ur. 1899                   | oficer                    |                                           |                             |                                                 |
| Gołembiewski (Gołębiewski) Zygmunt Bolesław | s. Jana, ur. 1898                      | chor.                     |                                           | podoficer zawodowy          |                                                 |
| Gołąb Józef                                 | s. Ignacego, ur. 1890                  | przodownik                | Policja Państwowa w Oziatach              | policjant                   |                                                 |
| Gołębiowski Stefan                          | ur. 1897                               |                           |                                           |                             |                                                 |
| Gordon Jan Paweł                            | s. Jana, ur. 1879                      | pułkownik w st. sp.       |                                           |                             |                                                 |
| Gordziejko Nikodem                          | s. Antoniego, ur. 1906                 |                           |                                           | osadnik wojskowy            | zam. Kosów                                      |
| Gorzkowski (Gorszkowski) Władysław          | s. Aleksandra, ur. 1878                |                           |                                           | rolnik                      |                                                 |
| Goździk Eugeniusz                           | s. Stanisława, ur. 1902                |                           |                                           | prokurator                  |                                                 |
| Górski Władysław                            | s. Michała, ur. 1901                   | bosman                    | Flotylla Pińska                           |                             |                                                 |
| Grabajło Teodor                             | ur. 1880                               |                           |                                           | leśnik                      |                                                 |
| Grabowski Edward                            | s. Ludwika, ur. 1899                   |                           |                                           | urzędnik                    | bank w Postawach                                |
| Grabowski Roman                             | s. Adolfa, ur. 1880                    |                           |                                           |                             |                                                 |
| Grabowski Stanisław                         | s. Grzegorza, ur. 1902                 |                           |                                           | piekarz-cukiernik           | wł. piekarni w Warszawie                        |
| Grabowski (Gradowski) Wacław                | s. Stefana                             |                           |                                           |                             | dyrektor monopolu                               |
| Grajewski Feliks                            | s. Adama, ur. 1909                     |                           |                                           | notariusz                   |                                                 |
| Grala Aleksander                            | s. Adama, ur. 1915                     |                           |                                           |                             |                                                 |
| Gregorowicz Tadeusz                         | s. Aleksandra,                         |                           |                                           | cukiernik                   | wł. cukierni w Pińsku                           |
| Grochowski Julian                           | s. Stanisława Antoniego, ur. 1905      |                           |                                           | ziemianin                   | wł. majątku Drogoszewo                          |
| Gründl Edward Marcin                        | s. Jana, ur. 1901                      | porucznik rezerwy         |                                           | nauczyciel                  |                                                 |
| Gryczan Czesław                             | s. Franciszka, ur. 1920                |                           |                                           | piekarz                     |                                                 |
| Grynczel Michał                             | ur. 1894                               |                           |                                           | przedsiębiorca              | wł. drukarni „Polonia” w Białymstoku            |
| Grządka Antoni                              |                                        |                           |                                           | policjant                   |                                                 |
| Grzmil Tadeusz                              | s. Ignacego, ur. 1901                  | ogniomistrz               | 9 dywizjon artylerii konnej               | podoficer zawodowy          |                                                 |
| Grzymisławski Leon                          | s. Jana, ur. 1902                      |                           |                                           |                             | producent mebli                                 |
| Gulczyński Czesław                          | s. Władysława, ur. 1902                | podoficer                 | Korpus Ochrony Pogranicza                 | podoficer zawodowy          |                                                 |
| Gumowski Marian                             | ur. 1889                               |                           |                                           | ziemianin                   | wł. majątku Piotropol                           |
| Gut Piotr                                   | s. Michała                             |                           |                                           | rolnik                      |                                                 |
| Gutkiewicz Eugeniusz                        | s. Walentego, ur. 1900                 |                           |                                           | lekarz                      |                                                 |
| Gutowski Leon                               | s. Ignacego, ur. 1886                  |                           |                                           | inżynier                    |                                                 |
| Gwiazdowski Marian                          | s. Romana                              | oficer rezerwy            |                                           | nauczyciel                  | szkoła w Telechanach                            |
| Gworek Alojzy                               | s. Józefa, ur. 1894                    | posterunkowy              | Policja Państwowa w Łomży                 | policjant                   |                                                 |
| Gwóźdź Kazimierz                            | s. Błażeja, ur. 1883                   | wachmistrz w st. spocz.   |                                           | rolnik (osadnik wojskowy)   | Zosin woj. nowogródzkie                         |
| Habasiński Jan                              | ur. 1889                               |                           |                                           | leśniczy                    | zam. Nowa Wilejka                               |
| Harasimowicz Jan                            | s. Józefy, ur. 1900                    |                           |                                           | leśnik                      | Ślepsk                                          |
| Haraźny Józef                               | s. Ignacego, ur. 1909                  |                           |                                           | inspektor                   | Samorząd Powiatowy w Wilejce                    |
| Harniewicz Hipolit                          | s. Kazimierza, ur. 1888                |                           |                                           | lekarz                      | poseł na Sejm                                   |
| Hejduk Władysław                            | s. Szymona, ur. 1903                   | starszy przodownik        | Policja Państwowa w Kobryniu              | policjant                   |                                                 |
| Horbaczewski Jan                            | ur. 1900                               |                           |                                           | osadnik wojskowy            | zam. Kuchczyce                                  |
| Horczak Józef                               | s. Franciszka, ur. 1877                |                           |                                           |                             |                                                 |
| Horczak Wilhelm                             | s. Józefa, ur. 1893                    |                           |                                           | ziemianin                   | wł. majątku Horczaki                            |
| Horczak Wincenty                            | s. Józefa, ur. 1897                    |                           |                                           | ziemianin                   | wł. majątku Horczaki                            |
| Hrynkiewicz-Sudnik Sylwester                | s. Józefa,                             |                           |                                           | ziemianin                   | wł. majątku Starzynki, pow. wołożyński          |
| Iskierko Andrzej                            | s. Franciszka, ur. 1896                |                           | Policja Państwowa w Międzyrzeczu          | policjant                   |                                                 |
| Iwanowski Jan                               | s. Stanisława, ur. 1912                | por. art.                 | 12 pułk artylerii lekkiej                 | oficer służby stałej        |                                                 |
| Iżycki (Jeżycki) Tomasz                     | s. Tomasza, ur. 1880                   |                           | służył w Berezie Kartuskiej               | strażnik więzienny          |                                                 |
| Iżyłowski Jacek                             | s. Jana, ur. 1896                      | porucznik rezerwy         |                                           | osadnik wojskowy            | zam. Konna                                      |
| Jabłonowski Jan                             | s. Stanisława, ur. 1891                |                           |                                           | urzędnik                    | Kontrola Skarbowa w Pińsku                      |
| Jabłonowski Piotr                           | s. Teofila, ur. 1905                   |                           |                                           | leśniczy                    |                                                 |
| Jabłoński Antoni                            | s. Antoniego, ur.                      |                           |                                           |                             |                                                 |
| Janczaruk (Jańczaruk) Henryk                | s. Antoniego, ur. 1902                 |                           |                                           |                             |                                                 |
| Janczewski Jan                              | s. Jana, ur. 1909                      | podporucznik rezerwy      |                                           | sędzia                      | Sąd Grodzki w Opsie                             |
| Janicki Mieczysław                          | s. Józefa, ur. 1898                    |                           |                                           |                             |                                                 |
| Janiszewski Czesław                         | s. Mikołaja, ur. 1898                  |                           |                                           |                             | kier. szkoły w Tajnie Starym                    |
| Jankowski Wiktor                            | s. Stanisława, ur. 1890                |                           |                                           | fabrykant                   | pracował w Wilnie                               |
| Jankowski Zdzisław                          | s. Michała, ur. 1918                   | kapral broni pancernych   |                                           | żołnierz zawodowy           |                                                 |
| Janowicz Paweł                              | s. Pawła, ur. 1897                     |                           |                                           | nauczyciel                  | szkoła w Zaostrowieczach                        |
| Janowicz-Czaiński Dawid                     | s. Ibrahima, ur. 1887                  |                           |                                           |                             |                                                 |
| Jarmoliński Jan                             | s. Pawła, ur. 1898                     |                           |                                           | policjant                   |                                                 |
| Jarmołowicz Mikołaj                         | s. Aleksandra, ur. 1890                |                           |                                           |                             |                                                 |
| Jarmułowicz Władysław                       | s. Andrzeja, ur. 1901                  |                           |                                           |                             | zam. Brześć                                     |
| Jarocki Karol                               | s. Kazimierza, ur. 1915                |                           |                                           |                             |                                                 |
| Jasiunas Konstanty                          | s. Ignacego, ur. 1905                  | szeregowy                 | Korpus Ochrony Pogranicza                 |                             | PKP                                             |
| Jastrzębski Jan Marian                      | s. Jana, ur. 1916                      |                           |                                           | urzędnik                    | Poczta Polska w Łomży                           |
| Jastrzębski Stanisław                       | s. Antoniego i Apolonii, ur.           |                           |                                           | ksiądz                      |                                                 |
| Jastrzębski Stanisław                       | s. Antoniego, ur. 1907                 | kpt. lek. wet.            | 1 pułk artylerii lekkiej                  | oficer służby stałej        |                                                 |
| Jastrzębski Zygmunt                         | s. Antoniego, ur. 1899                 |                           |                                           | nauczyciel                  | kier. szkoły w Lubaszewie                       |
| Jaworski Mieczysław Paweł                   |                                        |                           |                                           | asesor                      | Prokuratura w Białymstoku                       |
| Jaworski Zygmunt                            | s. Wacława, ur. 1894                   | oficer rezerwy            |                                           | nauczyciel                  | (e)                                             |
| Jermak Jan                                  | s. Edwarda, ur. 1905                   |                           |                                           |                             |                                                 |
| Jeżewski Jan                                | ur. 1899                               | starszy sierżant          |                                           | żołnierz zawodowy           |                                                 |
| Jodkowski Izydor                            | s. Piotra, ur. 1899                    |                           |                                           | osadnik wojskowy            | zam. Kotra                                      |
| Jonasz Wacław                               | ur. 1894                               |                           |                                           |                             | burmistrz Prużany                               |
| Jonkajtys Hieronim                          | s. Antoniego, ur. 1888                 |                           |                                           | nauczyciel                  | burmistrz Augustowa                             |
| Józefowski Paweł                            | s. Antoniego, ur. 1907                 | oficer                    | Korpus Ochrony Pogranicza                 |                             |                                                 |
| Jucewicz Konstanty Władysław                | s. Romualda, ur. 1891                  |                           |                                           |                             |                                                 |
| Jundziłł Franciszek                         | s. Pawła, ur. 1900                     |                           |                                           | policjant                   |                                                 |
| Jusza Antoni                                | ur. 1889                               |                           |                                           | osadnik wojskowy            | zam. Milwa-Berezyna                             |
| Juszkiewicz Stanisław                       | s. Tadeusza, ur. 1900                  |                           |                                           | urzędnik                    | naczelnik Poczty Polskiej w Pińsku              |
| Kaczanowski Eugeniusz                       | s. Michała, ur. 1899                   |                           |                                           | ziemianin, nauczyciel       | wójt gminy Płotnica                             |
| Kaczorowski Ludwik                          | s. Franciszka, ur. 1890                |                           |                                           |                             | zam. Gajówka, pow. dziśnieński                  |
| Kaczorowski Marian Stanisław                | ur. 1893,                              | kapitan rezerwy           | 22 pułk piechoty                          |                             | starosta koniński                               |
| Kaim Józef Marian                           | s. Ludwika, ur. 1904                   |                           |                                           |                             |                                                 |
| Kalisty Stanisław                           | s. Kazimierza, ur. 1908                |                           |                                           |                             |                                                 |
| Kalitkiewicz Piotr                          | s. Jana, ur. 1899                      |                           |                                           | policjant                   | zam. w Kobryń                                   |
| Kamiński Cyprian                            | s. Andrzeja, ur. 1886                  |                           |                                           |                             | zam. Huta, pow. drohiczyński                    |
| Kamiński Ryszard                            | s. Zygmunta, ur. 1889                  |                           |                                           | policjant                   | zam. Kobryń                                     |
| Kamiński Stanisław                          |                                        |                           |                                           | osadnik wojskowy            | zam. Żylicze                                    |
| Kamiński Wawrzyniec                         | s. Stanisława, ur. 1898                |                           |                                           | nauczyciel                  | prezes TRZW                                     |
| Karasiewicz Janusz Józef                    | s. Mariana, ur. 1915                   | podporucznik rezerwy      |                                           | student                     |                                                 |
| Karbownik Jan Piotr                         | s. Łukasza, ur. 1902                   | podkomisarz               | więzienie w Lidzie                        | strażnik więzienny          | naczelnik więzienia                             |
| Karczewski Franciszek                       | s. Franciszka, ur. 1900                |                           | Policja Państwowa w Mołodecznie           | policjant                   |                                                 |
| Karolicki Zdzisław                          | s. Józefa, ur. 1898                    |                           |                                           | policjant                   |                                                 |
| Karpiej Adolf                               | s. Antoniego, ur. 1896                 | starszy posterunkowy      | Policja Państwowa w Prużanie              | policjant                   |                                                 |
| Karwowski Antoni                            | s. Józefa, ur. 1906                    |                           |                                           |                             |                                                 |
| Karwowski Ildefons                          | s. Franciszka, ur. 1894                | kapitan rezerwy           | 3 Szpital Okręgowy                        | lekarz dentysta             | praktyka w Grodnie                              |
| Kasiutycz Mikołaj                           | s. Anastazego, ur. 1910                |                           |                                           | rolnik                      |                                                 |
| Każarnowicz Mikołaj                         | ur. 1900                               |                           |                                           | rolnik                      |                                                 |
| Kątski                                      |                                        | sierżant podchorąży       | Szkoła Podchorążych w Bydgoszczy          |                             |                                                 |
| Kempa Stefan                                |                                        |                           | Policja Państwowa w Telwach               | policjant                   |                                                 |
| Kęsicki (Kensicki) Edward                   | s. Ludwika, ur. 1921                   |                           |                                           |                             | zam. Płock                                      |
| Kęstowicz Aleksander                        |                                        |                           |                                           | policjant                   |                                                 |
| Kibilski Teofil                             | s. Szymona, ur. 1900                   | przodownik                | Komisariat Kolejowy w Pińsku              | policjant                   | komendant komisariatu                           |
| Kiełbiewski Czesław                         | s. Franciszka, ur. 1894                | por. zw. od. ob. wojsk.   |                                           |                             |                                                 |
| Kieniewicz Bohdan                           | s. Franciszka, ur. 1878                |                           |                                           | ziemianin                   | majątek Orły, pow. stoliński                    |
| Kieniewicz Wiktor                           | s. Bohdana, ur. 1904                   |                           |                                           | ziemianin                   | majątek Orły, pow. stoliński                    |
| Kiepel (Kieppel) Stanisław                  | s. Wojciecha, ur. 1900                 |                           | Policja Państwowa w Druskiennikach        | policjant                   | komendant                                       |
| Kierdej-Zamajski Aleksander                 | ur. 1890                               |                           |                                           | nauczyciel                  | zam. Chorostów                                  |
| Kijewski Józef                              | s. Franciszka, ur. 1894                | starszy przodownik        | Policja Państwowa w Łapach                | policjant                   |                                                 |
| Kimstacz Szymon                             | ur. 1896                               |                           | Policja Państwowa w Postawach?            | policjant                   |                                                 |
| Kmistacz Adam                               | s. Jana                                |                           |                                           |                             | sołtys Ancyperów?                               |
| Kisielnicki Ludwik Antoni                   | s. Władysława, ur. 1889                | rotmistrz rezerwy         |                                           | inżynier rolnik             | prezes Związku Ziemian pow. łomżyński           |
| Kizinkiewicz (Kizunkiewicz) Henryk          | s. Antoniego, ur. 1914                 |                           |                                           |                             |                                                 |
| Klarzyński Jan                              | s. Szczepana, ur. 1891                 | podporucznik rezerwy      |                                           | urzędnik                    | naczelnik poczty w Hajnówce (e)                 |
| Klatt Leon                                  | s. Antoniego, ur. 1888                 | starszy posterunkowy      | Policja Państwowa w Augustowie            | policjant                   |                                                 |
| Kleindienst (Klejndins) Edward E.           | s. Juliusza, ur. 1902                  |                           |                                           | urzędnik                    |                                                 |
| Klepaczko Stefan                            |                                        |                           |                                           | bankowiec                   | dyr. Banku Polskiego w Białymstoku              |
| Kleszko-Klicki Józef                        | s. Walentego (Waleriana), ur. 1894 (3) |                           |                                           | kolejarz                    | PKP w Brześciu                                  |
| Klim Maurycy                                | ur. 1900                               |                           |                                           |                             |                                                 |
| Klimaszewski Józef                          | w. Wincentego, ur. 1889                | posterunkowy              | Policja Państwowa w Stołpcach             | policjant                   |                                                 |
| Klimczak Józef                              | ur. 1887                               |                           |                                           | policjant                   |                                                 |
| Klimowicz Edward                            | s. Kazimierza, ur. 1878                |                           |                                           | ziemianin                   | b. burmistrz Słonimia                           |
| Kmita Zygmunt                               | s. Aleksandra, ur. 1895                |                           |                                           |                             |                                                 |
| Kojder (Konder) Jan                         | s. Andrzeja, ur. 1896                  | chorąży rezerwy           |                                           | osadnik wojskowy            | zam. Niechniewicze                              |
| Kolendo Władysław                           | s. Tomasza, ur. 1908                   |                           |                                           | nauczyciel                  | gimnazjum w Białymstoku                         |
| Kolendo-Stadnicki Wacław                    | s. Józefa, ur. 1894                    |                           |                                           |                             |                                                 |
| Kołodziej Stanisław Jan                     | s. Andrzeja, ur. 1893                  |                           |                                           | inż. rolnik                 | wójt gminy Dereczyn                             |
| Komar Kazimierz                             | s. Jana, ur.                           |                           |                                           |                             | burmistrz Sokółki                               |
| Komenda Izydor                              |                                        |                           |                                           |                             | zam. Niechołsty                                 |
| Kondracionek Mieczysław Dymitr              | s. Aleksandra, ur. 1896                |                           |                                           | rolnik                      | zam. Suklino                                    |
| Kopiec Bolesław                             | s. Bolesława, ur. 1896                 |                           | Policja Państwowa w Kobryniu              | policjant                   |                                                 |
| Kordys Antoni                               | s. Jana, ur. 1900                      |                           |                                           |                             |                                                 |
| Kornaszewski Gracjan                        | s. Wacława, ur. 1900                   |                           |                                           | agronom                     | zam. Wilno                                      |
| Korneluk Szymon                             | s. Grzegorza, ur. 1909                 |                           |                                           |                             | wł. drukarni                                    |
| Korsak Juliusz (Julian)                     | s. Aleksandra, ur. 1880                | podporucznik rezerwy      |                                           | inż. rolnik                 | (e)                                             |
| Korta Ludwik                                | ur. 1896                               | starszy sierżant          |                                           | osadnik wojskowy            | sekretarz gminy Motol (e)                       |
| Korwin-Juściński Stefan                     | s. Mariana, ur. 1897                   |                           |                                           | ziemianin                   | wł. majątku Parafianowicze                      |
| Korzenko Karol                              | s. Augustyna, ur. 1892                 |                           |                                           |                             |                                                 |
| Kos Stanisław Jerzy                         | s. Józefa, ur. 1897                    |                           |                                           |                             |                                                 |
| Kosarzewski Witold                          | s. Kazimierza, ur. 1919                |                           |                                           |                             |                                                 |
| Kossecki Stefan                             | s. Konrada, ur. 1889                   | pułkownik dyplomowany     | 18 Dywizja Piechoty                       |                             |                                                 |
| Kościałkowski Józef                         | s. Adolfa, ur. 1887                    |                           |                                           | bankowiec                   | dyr. banku w Wołkowysku?                        |
| Kotarbiński Mieczysław                      |                                        |                           |                                           | ziemianin                   | wł. majątku Darewo II                           |
| Kotłubaj Ludwik                             | s. Ludwika, ur. 1898                   |                           |                                           | sędzia                      | zam. Grodno                                     |
| Kotłubaj Zygmunt                            | s. Henryka, ur. 1887                   |                           |                                           | prawnik, ziemianin          | wł. majątku Jastrzębl-Lesin                     |
| Kowalczyk Józef                             | s. Kazimierza, ur. 1896                |                           |                                           | księgowy                    |                                                 |
| Kowalewski Wiktor                           | s. Aleksandra, ur. 1890                |                           |                                           | policjant                   | komendant PP w Pińsku                           |
| Kowaliczko Marian Piotr                     | s. Józefa, ur. 1907                    | podporucznik rezerwy      | batalion KOP                              | nauczyciel                  | urząd gminy Czuczewicze                         |
| Kowalik Stanisław                           | s. Józefa,                             |                           |                                           |                             |                                                 |
| Kozielewski Wacław                          | s. Jana, ur. 1893                      | starszy strażnik          | więzienie w Pińsku                        | strażnik więzienny          |                                                 |
| Koziełł-Poklewski Fortunat                  | s. Edwarda, ur. 1887                   |                           |                                           |                             |                                                 |
| Kozub Zygmunt                               | s. Władysława, ur. 1899                |                           | Policja Państwowa w Oszmianie?            | policjant                   |                                                 |
| Kozubski Tadeusz                            | s. Aleksandra, ur. 1899                |                           |                                           | ziemianin                   | zam. Brasław                                    |
| Kozysa Nazar                                | s. Jana, ur. 1913                      |                           |                                           |                             |                                                 |
| Koźlakowski Stanisław                       | s. Kazimierza,                         |                           |                                           | policjant                   |                                                 |
| Krajewski Leon                              | ur. 1900                               |                           |                                           | osadnik wojskowy            | zam. Rogoźnica Mała                             |
| Krakowiak Jan                               | s. Franciszka, ur. 1906                |                           | więzienie w Pińsku                        | strażnik więzienny          |                                                 |
| Krasnogłazy Jan                             | ur. 1896                               |                           |                                           |                             |                                                 |
| Krawczuk Michał                             |                                        |                           |                                           | osadnik wojskowy            | zam. Mały Olżew                                 |
| Krętowski (Krantowski) Aleksander           | s. Stefana, ur. 1904                   |                           |                                           | policjant                   |                                                 |
| Krężel Władysław                            | s. Stanisława, ur. 1899                | starszy posterunkowy      |                                           | policjant                   | zam. Prużana                                    |
| Krochmalczyk Jan                            | s. Antoniego, ur. 1900                 |                           |                                           | policjant                   | komendant posterunku                            |
| Krućko Józef                                | s. Daniela, ur. 1912                   |                           |                                           | rolnik                      | zam. Kołonna                                    |
| Krupski Czesław                             | s. Urbana, ur.                         |                           |                                           | prawnik                     | zam.. w Zasule                                  |
| Krupski Janusz                              | s. Urbana, ur. 1898                    |                           |                                           | inż. rolnik                 | wł. majątku Zasule (e)                          |
| Krupski Zygmunt                             | s. Bonifacego, ur. 1883                |                           |                                           | ziemianin, urzędnik         | wł. majątku Mieciawicze                         |
| Krzewski Jan                                | s. Aleksandra, ur. 1902                |                           |                                           |                             | zam. Krzewo Stare                               |
| Krzewski Wiesław Witold                     | s. Felicjana, ur. 1904                 |                           |                                           | nauczyciel                  | ar. Juszkowy Gród                               |
| Krzyżanowski Władysław                      | s. Jana, ur. 1893                      |                           | Wojsko Polskie                            |                             | ar. w Horodcu                                   |
| Kuciński Roman                              | s. Mariana, ur. 1899                   |                           | Policja Państwowa                         | policjant                   | zam. Pierszaje                                  |
| Kuczko Władysław                            | s. Onufrego,                           |                           |                                           |                             | ar. Hajnówka                                    |
| Kulczyński Stanisław                        | s. Jana, ur. 1910                      | ułan                      |                                           |                             |                                                 |
| Kulesza Jan Karol                           | s. Jana, ur. 1905                      | podporucznik rezerwy      | 33 pułk piechoty                          | nauczyciel                  | Szkoła Przemysłu Leśnego Łomża                  |
| Kulikowski Rudolf                           | s. Mariana, ur. 1900                   | chorąży                   | batalion KOP „Stołpce”                    | żołnierz zawodowy           |                                                 |
| Kuliński Jan                                | s. Piotra, ur. 1902                    | sierżant                  |                                           | żołnierz zawodowy           |                                                 |
| Kurek Czesław                               | s. Jana, ur. 1896                      |                           |                                           | ziemianin                   | wł. majątku Omelinka                            |
| Kuzak Józef                                 | s. Franciszka, ur. 1892                |                           |                                           | osadnik wojskowy            | zam. Pińsk                                      |
| Kuźmiński Konstanty                         | s. Konstantego,                        |                           |                                           | leśnik                      |                                                 |
| Kuźmiński Zbigniew                          |                                        |                           |                                           |                             |                                                 |
| Kwieciński Czesław                          | s. Adama, ur. 1904                     |                           | Komenda Policji Państwowej w Lublinie     |                             |                                                 |
| Kwietniewski Piotr                          | s. Ludwika, ur. 1897                   | oficer rezerwy            | 2 pułk piechoty Legionów                  | nauczyciel                  | kier. szkoły powszechnej w Dziśnie              |
| Lelużycki Konstanty                         | s. Kazimierza, ur. 1888                |                           |                                           |                             |                                                 |
| Lenkiewicz Roman                            | s. Adama, ur. 1896                     |                           |                                           | ziemianin                   | majątki Szelejewo i Rakowica                    |
| Lenkiewicz Stefan Michał                    | s. Mariana, ur. 1891                   | przodownik                |                                           | policjant                   |                                                 |
| Leuk Czesław                                | s. Franciszka, ur. 1912                |                           |                                           |                             |                                                 |
| Lewandowicz Ryszard                         | s. Stanisława, ur. 1906                | podporucznik rezerwy      |                                           | inżynier                    |                                                 |
| Lewicki Mieczysław                          | ur. 1891                               | kapitan w st. sp.         |                                           |                             |                                                 |
| Lichodziejewski Witold                      | S. Józefa, ur. 1900                    |                           |                                           |                             | zam. Wilno                                      |
| Lipski Roman                                | ur. 1893                               |                           |                                           | urzędnik                    | dyr. Izby Rolniczej w Białymstoku               |
| Lipski Władysław                            | s. Franciszka, ur. 1901                |                           |                                           | nauczyciel                  | dyrektor gimnazjum w Łunińcu                    |
| Lisiecki Józef                              | s. Józefa, ur. 1906                    |                           |                                           | policjant                   |                                                 |
| Lubiński Paweł                              |                                        |                           |                                           | urzędnik pocztowy           | nacz. Urzędu Pocztowego w Nowogródku            |
| Loret Adam                                  | s. Sydona Karola, ur. 1884             |                           |                                           |                             |                                                 |
| Lula Józef                                  | s. Kazimierza, ur. 1895                | starszy strażnik          | więzienie w Święcianach                   | strażnik więzienny          |                                                 |
| Łaguna Sławomir                             | ur. 1889                               | kapitan rezerwy           |                                           |                             | poseł na Sejm II RP                             |
| Łebkowski Władysław                         | s. Edmunda, ur. 1898                   |                           |                                           | buchalter                   |                                                 |
| Łęski Mikołaj                               | s. Mikołaja                            | pułkownik                 |                                           | ziemianin                   | wł. majątku Suła                                |
| Łokuciewski Antoni                          | s. Tomasza, ur. 1885                   |                           |                                           | nauczyciel                  | dyr. Gimnazjum w Oszmianie                      |
| Łotowski Karol                              | ur. 1896                               |                           |                                           | policjant                   |                                                 |
| Łuczyński Stefan                            | s. Jana, ur. 1899 (1901)               | posterunkowy              | Policja Państwowa w Pińsku                | policjant                   |                                                 |
| Łukasiak Józef                              | ur. 1902                               |                           |                                           |                             |                                                 |
| Łukasik Teofil                              | s. Aleksandra, ur. 1914                |                           |                                           | rolnik                      |                                                 |
| Łukaszewicz Antoni                          | s. Józefa, ur. 1907                    |                           |                                           | strażnik więzienny          |                                                 |
| Łukaszewicz Józef                           | s. Ksawerego, ur. 1909                 |                           |                                           | sędzia                      |                                                 |
| Łukomski Piotr                              | s. Szczepana, ur. 1894                 | starszy posterunkowy      | Policja Państwowa w Pińsku                | policjant                   |                                                 |
| Łukoś Antoni                                | s. Macieja, ur. 1894                   | mjr łącz. rez.            | Centrum Wyszkolenia Łączności             | naczelnik urzędu            | Urząd Telef.-Telegraf. w Białymstoku            |
| Łuń (Łuno) Włodzimierz                      | s. Szymona, ur. 1908                   |                           |                                           | policjant                   |                                                 |
| Łuszcz Ludwik                               | s. Michała, ur. 1897                   | posterunkowy              | Posterunek PP w Rubieżewiczach            | policjant                   |                                                 |
| Łykus Jan                                   | s. Ambrożego, ur. 1894                 | przodownik                |                                           | policjant                   | zam. Goniądz                                    |
| Maciulko Piotr                              | s. Adama, ur. 1898                     |                           |                                           |                             |                                                 |
| Mackiewicz Leon                             | s. Ignacego, ur. 1897                  |                           |                                           | osadnik wojskowy            | zam. w Mariampolu                               |
| Maculewicz Ludwik                           | s. Mieczysława, ur. 1889               |                           |                                           | ziemianin                   | dyr. Banku Rolnego w Wilnie                     |
| Magnuszewski Piotr                          | s. Mikołaja, ur. 1887                  |                           |                                           | ziemianin                   |                                                 |
| Majewski Czesław                            | ur. 1899                               | przodownik                |                                           | policjant                   | zam. Nieśwież                                   |
| Majka Marian Antoni                         | ur. 1907                               |                           |                                           |                             |                                                 |
| Maksymczuk Roman Antoni                     | s. Leopolda, ur. 1895                  |                           |                                           | urzędnik                    | Starostwo w Białymstoku                         |
| Malinowski Jan Ignacy                       | s. Macieja, ur. 1903                   |                           |                                           | urzędnik                    |                                                 |
| Malicki Edmund Edward                       | s. Wiktora, ur. 1895                   |                           |                                           | policjant                   |                                                 |
| Malinowski Franciszek                       | s. Jana, ur. 1889 (5)                  |                           |                                           | farmaceuta                  |                                                 |
| Malski Władysław Antoni                     | s. Jana, ur. 1894                      |                           |                                           |                             | poseł na Sejm II RP                             |
| Mały Julian                                 | s. Stefana, ur.                        |                           |                                           | nauczyciel                  | szkoła w Iwieńcu                                |
| Marchel (Marchoł) Stanisław                 | s. Andrzeja, ur. 1891                  |                           |                                           | policjant                   |                                                 |
| Marchwicki Michał                           | ur. 1898                               | starszy ogniomistrz       | 29 Dywizja Piechoty                       |                             | zam. Grodno                                     |
| Marszałek Wojciech                          | s. Kacpra, ur. 1879                    |                           |                                           |                             |                                                 |
| Maszoński Maksymilian                       |                                        |                           |                                           | rolnik                      |                                                 |
| Maślak Józef                                |                                        |                           |                                           | osadnik wojskowy            | zam. Wysokie                                    |
| Matulewicz Edward                           | s. Michała, ur. 1899                   | chorąży                   |                                           |                             |                                                 |
| Matusewicz Eugeniusz                        | s. Józefa, ur. 1919                    |                           |                                           |                             |                                                 |
| Matusewicz Jan                              | s. Adolfa, ur. 1893                    |                           |                                           | policjant                   |                                                 |
| Matusiewicz Józef                           | s. Antoniego, ur. 1906                 |                           |                                           | rolnik                      |                                                 |
| Matuszyński Stanisław                       | s. Tomasza, ur. 1890                   | sierżant                  | 35 pułk piechoty                          |                             | zam. Brześć                                     |
| Mazur Mikołaj                               |                                        |                           |                                           | osadnik wojskowy            | radny gminy Motol                               |
| Mączyński Witold                            | ur. 1888                               |                           |                                           |                             | adm. maj. Zakrzewszczyzna                       |
| Mątwiłło Teodor                             |                                        |                           |                                           |                             | starosta wileński                               |
| Mercik Stanisław                            | s. Feliksa, ur. 1891                   |                           |                                           | nauczyciel                  | dyr. gimnazjum w Pińsku                         |
| Michalonek Piotr                            |                                        | szeregowy                 |                                           |                             | zam. Lubcza woj. wileńskie                      |
| Michalski Jan                               | ur. 1892                               |                           |                                           |                             |                                                 |
| Michalski Józef                             | s. Juliana, ur. 1912                   |                           |                                           | urzędnik                    |                                                 |
| Michałowski Czesław Paweł                   | s. Pawła, ur. 1885                     |                           |                                           | prawnik                     | senator RP                                      |
| Miecielica Jan                              | s. Józefa, ur. 1900                    |                           |                                           |                             | kmdt. straży pożarnej w Łużkach                 |
| Mierzejewski Jan                            |                                        |                           |                                           | ziemianin                   | wł. majątku Dobrypol, gm. Mołczadź              |
| Miętek Władysław                            | s. Józefa, ur. 1889                    |                           |                                           | policjant                   | zam. Janów, pow. Drohiczyn                      |
| Migoń Franciszek                            | s. Tomasza, ur. 1896                   |                           |                                           | nauczyciel                  | szkoła w Sokołach                               |
| Mikołajewski Stanisław                      | s. Władysława, ur. 1892                |                           | Policja Państwowa w Drohiczynie           | policjant                   |                                                 |
| Mikulski Bolesław                           | s. Stefana, ur. 1890                   |                           |                                           | ziemianin                   | wł. majątku Głębokie, pow. szczuczyński         |
| Miłaczewski Bolesław                        | s. Konstantego, ur. 1902               |                           |                                           | ziemianin                   | wł. majątku Bolkowo, pow. Kobryń                |
| Miłaczewski Władysław                       | s. Konstantego, ur. 1900               |                           |                                           | ziemianin                   |                                                 |
| Mioduszewski Czesław                        | s. Franciszka, ur. 1900                | starszy sierżant          |                                           |                             |                                                 |
| Młynarczyk Piotr                            |                                        | plutonowy                 |                                           | osadnik wojskowy            | zam. Radków, pow. nieświeski                    |
| Modzelewski Władysław                       | s. Jana, ur. 1886                      |                           |                                           | rolnik                      |                                                 |
| Momociuk Jan                                | s. Jana, ur. 1902                      | starszy sierżant          |                                           |                             |                                                 |
| Morawski Jan                                | s. Grzegorza, ur. 1902                 |                           |                                           | inspektor                   | Lasy Państwowe                                  |
| Morawski Tadeusz                            | s. Konrada, ur. 1920                   | podchorąży                |                                           |                             |                                                 |
| Moroz Michał                                | s. Pawła                               |                           |                                           | rolnik                      | zam. Szaleciny, pow. brasławski                 |
| Moskaluk Stanisław                          | s. Józefa, ur. 1923                    |                           |                                           |                             |                                                 |
| Morżało Aleksander                          | s. Władysława, ur. 1895                | starszy przodownik        | Policja Państwowa w Wołkowysku            | policjant                   |                                                 |
| Moskaluniec Edward                          | s. Piotra, ur. 1895 (1898)             |                           | Policja Państwowa w Lidzie                | policjant                   |                                                 |
| Mossakowski Tadeusz Bronisław               | s. Kazimierza, ur. 1913                |                           |                                           | technik leśny               | adm. maj. Żyrowica                              |
| Motkowski Kazimierz                         | s. Konstantego, ur. 1908               | kapral rezerwy            |                                           |                             |                                                 |
| Mrowiński Hieronim                          | ur. 1890                               |                           |                                           |                             |                                                 |
| Murawiejko Dymitr                           |                                        |                           |                                           | rolnik                      |                                                 |
| Murawski Benedykt                           | s. Michała, ur. 1903                   |                           |                                           | urzędnik                    | gmina Iwieniec                                  |
| Musiał Wojciech                             | ur. 1884                               | major w st. sp.           |                                           | osadnik wojskowy            | zam. Bielica                                    |
| Muszyński Franciszek                        | s. Wojciecha, ur. 1904                 |                           | Policja Państwowa w Brodnicy              | policjant                   |                                                 |
| Nalepiński Marcin Antoni                    | s. Władysława, ur. 1822                |                           |                                           |                             |                                                 |
| Naparty Władysław                           | s. Jana, ur. 1889                      | starszy przodownik        |                                           | policjant                   |                                                 |
| Narbutt (Ostyk-Narbutt) Gustaw Tadeusz      | s. Tadeusza, ur. 1896                  | kapitan w st. sp.         |                                           | ziemianin                   | wł. majątku Nurzec                              |
| Nasławski Wincenty Józef                    | s. Jana, ur. 1900                      |                           |                                           |                             |                                                 |
| Naumczyk Józef                              | s. Jana, ur. 1906                      |                           |                                           | leśnik                      |                                                 |
| Niczperowicz Napoleon                       | s. Adama, ur. 1896                     |                           |                                           | osadnik wojskowy            | zam. Horodziej Dolny                            |
| Nieczaj Bazyli                              | s. Eliasza, ur. 1900                   | rotmistrz                 | 3 pułk strzelców konnych                  | żołnierz zawodowy           |                                                 |
| Niedźwiecki Franciszek Ignacy               |                                        |                           |                                           |                             | zam. Truszki                                    |
| Niegulujewin Piotr                          | s. Wiktora, ur. 1894                   |                           |                                           | kolejarz                    | PKP                                             |
| Niemirowicz-Szczytt Krzysztof               | s. Iścisława, ur. 1893                 | kapitan rezerwy           |                                           |                             | poseł na Sejm                                   |
| Nienałtowski Piotr                          |                                        |                           |                                           | asesor sądowy               |                                                 |
| Niewiński Kazimierz                         | ur. 1895                               |                           |                                           | osadnik wojskowy            | zam. Marysin, pow. nowogródzki                  |
| Niezabytowski Konstanty                     | s. Stefana, ur. 1893                   |                           |                                           | ziemianin                   | wł. majątku Karolin, pow. wilejski              |
| Niezgoda Stanisław                          | s. Franciszka, ur. 1899                |                           |                                           | urzędnik                    | zam. Łuniniec                                   |
| Nitycz Szymon                               | s. Antoniego, ur. 1893                 | starszy przodownik        | Policja Państwowa w Kobryniu              | policjant                   |                                                 |
| Niziołek Józef                              | s. Piotra, ur. 1899                    | sierżant                  | pułk KOP „Wilejka”                        | żołnierz zawodowy           | zam. Budsław                                    |
| Nowacki Władysław                           | s. Macieja, ur. 1900                   |                           | Policja Państwowa w Prużanie              | policjant                   |                                                 |
| Nowak Wincenty                              | s. Józefa, ur. 1900                    | starszy sierżant          | batalion KOP „Stołpce”                    | żołnierz zawodowy           |                                                 |
| Nowakowski Edward                           | ur. 1902                               |                           |                                           |                             |                                                 |
| Nowakowski Seweryn                          | s. Antoniego, ur. 1894                 |                           |                                           | prawnik                     | prezydent Białegostoku                          |
| Nowakowski Władysław Jan                    | s. Władysława, ur. 1896                |                           |                                           |                             |                                                 |
| Nowicki Ignacy                              | s. Jakuba, ur. 1890                    |                           | Policja Państwowa                         | policjant                   |                                                 |
| Nowicki Wacław                              | s. Włodzimierza, ur. 1888              |                           | Policja Państwowa w Grodnie               | policjant                   |                                                 |
| Nowik Jan                                   |                                        | oficer rezerwy            | Korpus Ochrony Pogranicza                 | leśnik                      | zam. Dziadkowicze                               |
| Nowik Michał                                | s. Adama, ur. 1897                     | sierżant rezerwy          |                                           | osadnik wojskowy            | osada Zababie                                   |
| Nowotarski Jan Mieczysław                   | s. Aleksandra, ur. 1895                | major w st. sp.           |                                           |                             | dyr. szkoły w Pińsku                            |
| Nowotko Edward                              | s. Karola, ur. 1893                    | kapitan rezerwy           | 33 pułk piechoty                          |                             |                                                 |
| Obidziński (Obiedziński) Czesław            | s. Bronisława, ur.                     |                           |                                           | technik łączności           |                                                 |
| Woszczatyński Obuch Wład.                   | s. Jana, ur. 1876                      | płk kaw. st. spocz.       | Oficerska Kadra Okręgowa Nr IX            | oficer stanu spoczynku      |                                                 |
| Ochocki Andrzej                             | ur. 1899                               |                           |                                           | buchalter                   |                                                 |
| Ogonowski Stanisław                         | ur. 1895 (1897)                        |                           |                                           |                             |                                                 |
| Ogrodowski Teodor                           | s. Franciszka, ur. 1901                | starszy plutonowy         | batalion KOP „Iwieniec”                   | żołnierz zawodowy           |                                                 |
| Okińczyc Mieczysław                         | s. Witolda, ur. 1898                   |                           |                                           | rolnik                      |                                                 |
| Olszewski Władysław Stefan                  | s. Alfredy, ur. 1898                   |                           |                                           | policjant                   |                                                 |
| Opuchlik Piotr                              | s. Jana, ur. 1906                      |                           | więzienie w Pińsku                        | strażnik więzienny          |                                                 |
| Orłowski Wincenty                           | s. Hipolita                            | podporucznik rezerwy      |                                           | urzędnik                    | urząd Gminy Ratajczyce                          |
| Orzechowski Jan Maciej                      | s. Jana, ur. 1881                      |                           | Posterunek PP w Białaszewie               | policjant                   | komendant posterunku                            |
| Orzeł Zdzisław                              | s. Henryka, ur. 1905                   | sierżant                  | KOP                                       | żołnierz zawodowy           |                                                 |
| Osiecimski Jan                              | s. Lucjana, ur. 1885 (1888)            |                           |                                           | sędzia                      |                                                 |
| Osipowicz Joachim                           |                                        |                           |                                           | rolnik                      | zam. Wojtele                                    |
| Osipowicz Włodzimierz                       | s. Joachima                            |                           |                                           |                             | zam. Wojtele                                    |
| Ostasiewicz Jerzy                           | s. Józefa, ur. 1883                    |                           |                                           | ziemianin                   | wł. majątku Dzięciołowo                         |
| Osterloff Jerzy                             | s. Karola, ur. 1910                    | podporucznik rezerwy      |                                           | prawnik, sędzia             | Wojsk. Prokuratura Okręgowa nr 9                |
| Ostolski Alfons Jan                         | s. Józefa, ur. 1903                    | podporucznik rezerwy      | 18 pułk ułanów                            |                             | adm. majątku Przecieniewicze                    |
| Ostrowski Lucjan                            | s. Władysława, ur. 1907                |                           |                                           |                             |                                                 |
| Pacześniak Franciszek                       | s. Walentego, ur. 1879                 | major rezerwy             |                                           |                             | senator RP                                      |
| Pallulon Antoni                             | s. Hipolita, ur. 1884                  | kapitan w st. sp.         |                                           | urzędnik                    | Wydział Opieki Społecznej w Brześciu            |
| Paluch Stanisław                            | s. Michała, ur. 1908                   | porucznik                 | batalion KOP „Nowe Święciany”             |                             |                                                 |
| Pantal Władysław                            | ur. 1890                               |                           |                                           |                             |                                                 |
| Paradowski Władysław                        | s. Teodora, ur. 1903                   |                           |                                           | urzędnik skarbowy           |                                                 |
| Parowicz Stanisław Marian                   | s. Hipolita, ur. 1900                  | porucznik w st. sp.       | pułk KOP „Sarny”                          | ziemianin                   | wł. majątku Bielnica                            |
| Paszkot (Paszkut) Jan                       | s. Jana, ur. 1895                      | podoficer                 | KOP                                       |                             |                                                 |
| Paszkowski Piotr                            | s. Krzysztofa, ur. 1893                |                           |                                           | kolejarz                    |                                                 |
| Paszkowski Witold                           | s. Józefa, ur. 1892                    | podkomisarz               | więzienie w Słonimiu                      | strażnik więzienny          | naczelnik więzienia                             |
| Patrakijew Bazyli                           |                                        |                           |                                           | emerytowany policjant       |                                                 |
| Pawełczyk Stanisław                         | s. Jana, ur. 1894                      |                           | Policja Państwowa                         | policjant                   |                                                 |
| Pawliński Jan                               | s. Franciszka, ur. 1892                |                           | Policja Państwowa w Grajewie              | policjant                   |                                                 |
| Perkowski Marcin                            | s. Wawrzyńca                           |                           |                                           | ziemianin                   | wł. majątku Platenicze                          |
| Perkowski Tomasz                            | s. Wawrzyńca                           |                           |                                           | ziemianin                   | wł. majątku Platenicze                          |
| Peszyński Konstanty                         | s. Hieronima, ur. 1888                 |                           |                                           |                             |                                                 |
| Piasecki Stanisław                          | s. Michała, ur. 1903 (1905)            | starszy sierżant          |                                           |                             |                                                 |
| Piekun Paweł                                | s. Jakuba, ur. 1900                    |                           |                                           | rolnik                      | zam. Kupiatycze                                 |
| Piekut (Piekuta) Florian                    | s. Pawła, ur. 1900                     |                           |                                           | policjant                   | zam. Chocieszyce                                |
| Pierzchałowski Eugeniusz                    |                                        |                           |                                           |                             |                                                 |
| Pietrowicz Kazimierz                        | s. Antoniego, ur. 1897                 |                           |                                           | ławnik                      | Sąd Grodzki w Mołodecznie                       |
| Pioch Stanisław                             | s. Jakuba, ur. 1904                    | sierżant                  | KOP                                       | żołnierz zawodowy           | zam. Sierakowice, pow. kartuski                 |
| Piotrowicz Wincenty                         | s. Adama, ur. 1894 (1896)              |                           |                                           | osadnik wojskowy            | zam. Hresanowszczyzna                           |
| Piotrowski Feliks                           | s. Franciszka, ur. 1909                |                           |                                           | szewc                       | zam. Jedwabne                                   |
| Piotrowski Kazimierz                        | s. Ignacego, ur. 1891                  |                           |                                           |                             | wiceprezydent Białegostoku                      |
| Piotrowski Julian Leon                      | s. Marcina, ur. 1898                   |                           |                                           | nauczyciel                  | kier. szkoły w Łomży                            |
| Pipelt Jan                                  | s. Stanisława, ur. 1913                |                           |                                           | żołnierz zawodowy           |                                                 |
| Pisani Tadeusz                              |                                        |                           |                                           | ziemianin                   | wł. majątku Karoluńce                           |
| Piwarski Wiktor                             |                                        |                           |                                           | urzędnik                    | zam. Nowojelnia                                 |
| Pliszka Stefan                              |                                        | sierżant rezerwy          |                                           | osadnik wojskowy            | zam. Kazimierzowo, pow. prużański               |
| Płaczek Stanisław                           | s. Wojciecha, ur. 1888                 |                           | Policja Państwowa w Widzach               | policjant                   |                                                 |
| Płuciennik Józef                            | s. Józefa, ur. 1890                    |                           |                                           | policjant                   |                                                 |
| Podbielski Franciszek                       | s. Jana, ur. 1905                      |                           |                                           | rolnik                      |                                                 |
| Podurgiel Paweł                             | s. Adama, ur. 1919                     |                           |                                           |                             | zam. Pokośnie, pow. Sokółka                     |
| Politowski Bronisław Józef                  | ur. 1899                               |                           |                                           | urzędnik                    | bank w Brześciu                                 |
| Polkowski Rafał                             | s. Sylwestra, ur. 1905                 |                           |                                           |                             |                                                 |
| Połoński Henryk                             | s. Juliana, ur. 1895                   | kapitan                   |                                           |                             |                                                 |
| Połubiński Czesław                          | s. Ottona, ur. 1905                    | bosman                    | Flotylla Pińska                           |                             |                                                 |
| Połubiński Sławomir                         | s. Mikołaja, ur. 1900                  |                           |                                           | ziemianin                   | wł. majątku Hrywda, pow. Kosów Poleski          |
| Popiński Jan                                |                                        | ogniomistrz               |                                           | osadnik wojskowy            | osada Zababie                                   |
| Poradowski Stefan Teodor                    | s. Michała, ur. 1901                   |                           |                                           | nauczyciel                  |                                                 |
| Poźniak Jan                                 | s. Aleksandra, ur. 1895                |                           |                                           | publicysta                  |                                                 |
| Pręgowski Sergiusz                          | s. Szymona, ur. 1907                   |                           |                                           | ekonomista                  |                                                 |
| Promiński Antoni                            | s. Elżbiety, ur. 1898                  |                           |                                           | urzędnik                    |                                                 |
| Przeździecki Bronisław                      | s. Wincentego, ur. 1898                |                           |                                           | rzemieślnik                 | zam. Smorgonie                                  |
| Przyrowski Franciszek                       | s. Ludwika, ur. 1887                   |                           |                                           | inspektor szkolny           | radny Suwałk                                    |
| Przyrowski Jan                              | s. Józefa, ur. 1908                    | podporucznik rezerwy      | 41 pułk piechoty                          | nauczyciel                  | szkoła w Raczkach                               |
| Puch Jan                                    | s. Michała, ur. 1895                   | chorąży                   | 82 pułk piechoty                          |                             | e VM                                            |
| Puszczewicz Władysław                       | s. Franciszka, ur. 1895                | posterunkowy              | Policja Państwowa w Grodnie               | policjant                   |                                                 |
| Puszko Władysław                            | s. Michała, ur. 1901                   | przodownik                | Policja Państwowa w Sokółce               | policjant                   |                                                 |
| Puzyna (Puzyna z Kozielska) Julian          | s. Stanisława Modesta, ur. 1889        | rotmistrz rezerwy         |                                           | ziemianin, dr weterynarii   | wł. majątku Strychów, pow. kobryński            |
| Rachlewicz (Rachcewicz) Wacław              | s. Józefa, ur. 1895                    |                           |                                           | policjant                   |                                                 |
| Rachowiecki (Rachowicki) Antoni             | s. Nikodema (Mikołaja), ur. 1912       |                           |                                           | policjant                   |                                                 |
| Raciborski Józef Ignacy                     | s. Piotra, ur. 1886                    |                           |                                           | ziemianin                   | wł. majątku Sieliszcze, pow. Baranowicze        |
| Raczkiewicz Edward                          | s. Magdaleny, ur. 1917                 | posterunkowy              | Posterunek PP w Holszanach                | policjant                   |                                                 |
| Radecki Władysław                           | s. Wincentego                          |                           |                                           |                             |                                                 |
| Rafałowski Wacław                           | s. Mateusza, ur. 1896                  |                           | Policja Państwowa w Pińsku                | policjant                   |                                                 |
| Rak Mikołaj                                 | s. Aleksandra, ur. 1904                |                           |                                           |                             | adm. majątku Paprotnia, pow. kobryński          |
| Rakowiecki Jan                              | s. Edwarda, ur. 1898                   |                           |                                           | adwokat                     |                                                 |
| Rakowski Józef                              | s. Augusta, ur. 1890                   |                           |                                           |                             | wicewojewoda wileński                           |
| Ratajczyk Józef                             | s. Franciszka, ur. 1898                |                           | Policja Państwowa w Brześciu              | policjant                   |                                                 |
| Raubo Kazimierz                             | s. Antoniego, ur. 1898                 |                           |                                           | osadnik wojskowy            | zam. Kowale, pow. lidzki                        |
| Rdułtowski Kazimierz                        | s. Jana Chryzostoma, ur. 1898          |                           |                                           | ziemianin                   | wł. majątku Odachowszczyzna                     |
| Rdułtowski Stefan                           | s. Jana Chryzostoma, ur. 1906          |                           |                                           | ziemianin                   | wł. majątku Sielawicze                          |
| Reichel Mieczysław                          | s. Bronisława, ur. 1889                |                           |                                           | sędzia                      | Sąd Grodzki w Szczuczynie                       |
| Reut Jan                                    | s. Leona                               |                           |                                           | żołnierz zawodowy           |                                                 |
| Rewieński Tadeusz                           | s. Leona, ur. 1876                     |                           |                                           | emerytowany technik         |                                                 |
| Robak Tomasz Andrzej                        | s. Stanisława                          |                           | Posterunek PP w Kamieniukach              | policjant                   | komendant posterunku                            |
| Rodziewicz Michał                           | s. Antoniego, ur. 1898                 | starszy posterunkowy      | Policja Państwowa w Skidlu                | policjant                   |                                                 |
| Rogoyski Kazimierz Ksawery                  | s. Ksawerego, ur. 1870                 |                           |                                           | profesor                    |                                                 |
| Rojek Władysław                             | s. Józefa, ur. 1898                    | starszy strażnik          | więzienie w Kobryniu                      | strażnik więzienny          |                                                 |
| Roszkowski Stanisław                        | ur. 1880                               |                           |                                           |                             | zam. Perki-Karpie                               |
| Rozwadowski Władysław                       | s. Antoniego, ur. 1914                 |                           | 68 pułk piechoty                          |                             |                                                 |
| Różański Leonard                            | s. Zygmunta, ur. 1893                  |                           |                                           | konduktor                   | PKP                                             |
| Rudecki Augustyn                            | s. Wojciecha, ur. 1895                 | starszy sierżant          | batalion KOP „Kleck”                      |                             |                                                 |
| Rudnicki Stanisław                          | s. Józefa, ur. 1901                    |                           |                                           |                             |                                                 |
| Rusiniak Karol                              | s. Konstantego, ur. 1904               |                           |                                           |                             |                                                 |
| Ruszel Ignacy Roman                         | s. Gerarda. ur. 1898                   | starszy sierżant          | batalion KOP „Dawigródek”                 | żołnierz zawodowy           |                                                 |
| Rutkowski (Rudkowski) Wincenty              | s. Jana, ur. 1888                      |                           | wiezienie w Oszmianie                     | strażnik więzienny          |                                                 |
| Rychlik Romuald                             | ur. 1900                               |                           |                                           |                             | zam. Stolin                                     |
| Rydzewski Tadeusz                           | s. Jerzego, ur. 1896                   |                           |                                           | ziemianin                   | wł. majątku Żytnowicze                          |
| Rygiel Wojciech                             | s. Jędrzeja, ur. 1898                  |                           |                                           |                             | dyrektor szkoły                                 |
| Ryłek Jan                                   | s. Jakuba, ur. 1900                    | przodownik                | Policja Państwowa w pow. łuninieckim      | policjant                   |                                                 |
| Rymaszewski Józef                           | s. Adama,                              |                           |                                           |                             |                                                 |
| Rzechuła Stanisław                          | s. Andrzeja, ur. 1898                  |                           |                                           |                             | zam. Prużana                                    |
| Rzeczycki Józef                             | s. Adeli, ur. 1895                     |                           |                                           | urzędnik                    | pracował w Wilejce                              |
| Sadowski Franciszek                         | s. Jana, ur. 1893                      |                           |                                           |                             | zam. Popowlany                                  |
| Salomonowicz Józef Marian                   | s. Zygmunta, ur. 1879                  |                           |                                           | inżynier rolnik, ziemianin  | wł. majątku Podzisna                            |
| Salomonowicz Leon                           | s. Józefa, ur. 1906                    |                           |                                           | inżynier rolnik             | pracował w Oszmianie                            |
| Salwa Karol Antoni                          | s. Kazimierza, ur. 1905                | aspirant                  | więzienie w Nieświeżu                     | strażnik więzienny          | naczelnik więzienia                             |
| Sandomierski Wacław                         | s. Michała, ur. 1902                   |                           |                                           |                             | wiceprezes ZIW                                  |
| Sankowski Aleksander                        | s. Franciszka, ur. 1880                |                           |                                           |                             | burmistrz Indury                                |
| Saul Antoni                                 | s. Wincentego, ur. 1895                |                           |                                           | ślusarz                     | zam. Łapy                                       |
| Sawicki Adolf                               | s. Konstantego, ur. 1897               |                           |                                           |                             | poseł na Sejm II RP                             |
| Sawicki Józef                               | s. Adama, ur. 1919                     |                           |                                           |                             | kaflarnia w Grodnie                             |
| Sawukinas Witalis                           | s. Mikołaja, ur. 1905                  |                           | Policja Państwowa w Brześciu              | policjant                   |                                                 |
| Serdakowski Jan                             | s. Wojciecha, ur. 1896                 | chorąży rezerwy           |                                           | przedsiębiorca              |                                                 |
| Sieciechowicz Mieczysław                    | s. Tomasza, ur. 1913                   |                           | Policja Państwowa w Prużanie              | policjant                   |                                                 |
| Sieczkowski Wacław Aleksander               | s. Stefana, ur. 1911                   | podporucznik rezerwy      | 3 pułk szwoleżerów                        | inż. rolnik                 | Ministerstwo Rolnictwa                          |
| Sieheń Przemysław                           |                                        |                           |                                           | ziemianin                   | wł. majątków Janowo, Johalin i in.              |
| Sieheń Tadeusz                              |                                        |                           |                                           | ziemianin                   | wł. majątków Kraski, Mąciaki i in.              |
| Sielanka Marian                             | s. Brunona, ur. 1890                   | porucznik                 |                                           |                             |                                                 |
| Sielużycki Konstanty                        | s. Kazimierza, ur. 1888 (1890)         |                           |                                           | ziemianin                   | wł. majątku Adamowo, pow. stołpecki             |
| Siemiaszko Dominik                          | ur. 1898                               |                           | Policja Państwowa w Prużanie              | policjant                   |                                                 |
| Sienicki Marceli                            | ur. 1898                               |                           | Policja Państwowa w Ciechanowcu           | policjant                   |                                                 |
| Sienkiewicz Konstanty                       | s. Józefa, ur. 1910                    |                           |                                           | murarz                      | zam. Krasnolaski                                |
| Siewnik Kazimierz                           |                                        |                           |                                           | ziemianin                   | wł. majątku Mankowicze                          |
| Siewruk Kazimierz                           | s. Wincentego, ur. 1898                |                           |                                           | przedsiębiorca              | wł. tartaków w Małkowiczach                     |
| Sikora-Sikorski                             |                                        | oficer w st. sp.          |                                           | osadnik wojskowy            |                                                 |
| Sikorski Wincenty                           | s. Kazimierza, ur. 1892                |                           |                                           |                             |                                                 |
| Siżuk Mojżesz                               | ur. 1904                               |                           |                                           |                             |                                                 |
| Skarżyński Rajmund                          | ur. 1900 (1890)                        |                           |                                           | ziemianin                   | wł. majątku Bęćkowo                             |
| Skarżyński Zygmunt                          | s. Władysława, ur. 1898                |                           | Policja Państwowa w Nowojelni             | policjant                   |                                                 |
| Skinder Władysław                           | s. Józefa, ur. 1896                    | oficer rezerwy            |                                           | osadnik wojskowy            | zam. Staniszcze                                 |
| Skirmunt Antoni Stanisław                   | s. Władysława, ur. 1879                |                           |                                           | ziemianin                   | wł. majątku Hutka                               |
| Skraiński Ryszard Erazm                     | ur. 1916                               |                           |                                           |                             | zam. Białowieża                                 |
| Skrzeszewski Stanisław                      | s. Konstantego, ur. 1876               | oficer rezerwy            |                                           | geodeta                     | wł. majątku Kierznowizna                        |
| Skrzypczyński Józef                         | s. Stanisława, ur. 1894                |                           |                                           |                             | wójt Lachowicz                                  |
| Sławecki Franciszek                         |                                        | plutonowy                 |                                           |                             |                                                 |
| Słomiński Józef                             | s. Bazylego, ur. 1907                  |                           |                                           | nauczyciel                  |                                                 |
| Słomka Józef                                | s. Franciszka, ur. 1898                | plutonowy rezerwy         | 35 pułk piechoty                          | osadnik wojskowy            | zam. Kozioł, pow. drohiczyński                  |
| Smolik Józef                                | s. Adama, ur. 1895                     | starszy posterunkowy      | Policja Państwowa w Drohiczynie           | policjant                   |                                                 |
| Smoliński Edward                            | s. Marcelego, ur. 1897                 |                           | Policja Państwowa w m. Ilja               | policjant                   |                                                 |
| Smolski Ksawery                             | s. Ludwika, ur. 1897                   | kapitan                   | 29 pułk artylerii lekkiej                 | żołnierz zawodowy           |                                                 |
| Smołkowski Andrzej Antoni                   | s. Emila, ur. 1897 (1898)              | oficer rezerwy            |                                           | urzędnik                    | Starostwo w Brasławiu                           |
| Sobecki Jan                                 |                                        |                           | więzienie w Pińsku                        | strażnik więzienny          |                                                 |
| Sobkow Franciszek                           | s. Szymona, ur. 1896                   |                           |                                           |                             |                                                 |
| Sobocki Feliks                              | s. Juliana, ur. 1897                   | podporucznik rezerwy      | 84 pułk piechoty                          | osadnik wojskowy            | zam. Trebieżów                                  |
| Sobolecki Gustaw                            | s. Stanisława, ur. 1899                | oficer rezerwy            |                                           | zawiadowca PKP              | stacja Czerwony Bór                             |
| Sobotko Józef                               | s. Antoniego, ur. 1921                 |                           |                                           |                             |                                                 |
| Sokołowski Jan                              | s. Andrzeja, ur. 1892                  |                           |                                           | policjant                   |                                                 |
| Sokół Jan                                   | s. Michała, ur. 1919                   |                           |                                           |                             | zam. Szewiele, pow. baranowicki                 |
| Sołtysiak Zenon Zenobiusz                   | s. Józefa, ur. 1896                    | posterunkowy              | Policja Państwowa w Grodnie               | policjant                   |                                                 |
| Soroko Jan                                  | s. Bazylego, ur. 1908                  |                           |                                           | handlowiec                  | pracował w Prużanie                             |
| Sowiński Grzegorz                           |                                        | podporucznik rezerwy      |                                           | zawiadowca PKP              | stacja Baranowicze                              |
| Spryszyński Zygmunt                         | s. Wojciecha, ur. 1894                 | posterunkowy              |                                           | policjant                   |                                                 |
| Stachurski Antoni                           | s. Franciszka, ur. 1900                | starszy sierżant          | 42 pułk piechoty                          |                             |                                                 |
| Staniewski Kazimierz                        | s. Jana, ur. 1888                      |                           |                                           | urzędnik                    | Starostwo w Stołpcach                           |
| Staranowicz Franciszek                      | s. Wiktora, ur. 1900                   |                           |                                           |                             |                                                 |
| Starowicz Stanisław                         | s. Franciszka, ur. 1898                |                           |                                           | żołnierz zawodowy           |                                                 |
| Stasiak Antoni Bolesław                     | s. Andrzeja, ur. 1892                  |                           | Policja Państwowa w Wiazynie-Bienicy      | policjant                   |                                                 |
| Stasiński                                   |                                        |                           |                                           | prawnik                     | sąd Apelacyjny w Poznaniu                       |
| Stasiun Józef                               | ur. 1885 (1895)                        |                           |                                           | nauczyciel                  | dyr. Gimn. im. H. Sienkiewicza w Starej Wilejce |
| Stefanowicz Józef                           | s. Józefa, ur. 1915                    |                           |                                           |                             | zam. Dowgiały                                   |
| Stelmachowski Bronisław                     | ur. 1883                               |                           |                                           |                             |                                                 |
| Stelmachowicz Kazimierz                     | s. Andrzeja, ur. 1916                  |                           |                                           | sędzia                      | prezes Sądu Apelacyjnego w Poznaniu             |
| Stelmaszek Julian                           | s. Adama, ur. 1894                     |                           | Policja Państwowa w Grodnie               | policjant                   |                                                 |
| Stępkowski Bolesław                         | s. Stanisława, ur. 1873                |                           |                                           | ziemianin                   | wł. majątku Wierzchuca Nagórna                  |
| Stojanowski Wacław                          |                                        |                           |                                           |                             | zam. Mosty                                      |
| Stolle Feliks                               | s. Juliusza, ur. 1888                  | por. kaw. rez.            |                                           | przemysłowiec               | dyrektor Hut Szklanych „Niemen”                 |
| Stoszczyk Jan                               |                                        |                           |                                           | osadnik wojskowy            | zam. Szczerbinów, pow. baranowicki              |
| Strojczyk Adam                              | s. Jana, ur. 1894                      |                           | Policja Państwowa w Prużanie              | policjant                   |                                                 |
| Strojek Piotr                               | s. Grzegorza, ur. 1910-1912            | sierżant                  |                                           |                             |                                                 |
| Struski Józef                               | ur. 1888                               |                           |                                           |                             |                                                 |
| Strzałko Władysław                          | s. Kazimierza, ur. 1905                |                           |                                           |                             | kier. szkoły w Bielanach pow. dziśnieński       |
| Strzałkowski Czesław                        | s. Pawła, ur. 1896                     |                           |                                           | zaopatrzeniowiec            | zam. Drohiczyn                                  |
| Strzelec Włodzimierz                        | s. Józefa, ur. 1917                    |                           |                                           |                             | zam. Mikaszewicze                               |
| Strzelecki Jan                              | s. Stanisława, ur. 1911                |                           |                                           |                             | zam. w Łomży                                    |
| Stusek (Stusiek) Alojzy                     | s. Karola, ur. 1907                    |                           |                                           | nauczyciel                  | szkoła w Pińsku?                                |
| Suchorski Feliks                            |                                        |                           |                                           |                             | zam. Pacjany                                    |
| Synow (Sinoff, Sinow) Romuald               | s. Ludwika, ur. 1901                   |                           | Policja Państwowa w Łomży                 | policjant                   |                                                 |
| Sypuła (Sipuła) Franciszek                  | s. Józefa, ur.                         |                           |                                           | policjant                   |                                                 |
| Szafarewicz Józef                           | s. Wincentego, ur. 1910                |                           |                                           |                             | zam. Mociewicze                                 |
| Szantyr Kazimierz                           | ur. 1890                               |                           |                                           | ziemianin                   |                                                 |
| Szaruga Jan                                 | ur. 1864                               |                           |                                           | policjant                   | zam. Kuszelewo                                  |
| Szczepański Zygmunt                         |                                        |                           |                                           | osadnik wojskowy            | zam. Krasiczyn, pow. piński                     |
| Szczesiul (Szczasiul) Albin                 | s. Jana, ur. 1905                      | podoficer                 | lotnisko w Kraśnianach                    |                             |                                                 |
| Szczęsnowicz Wojciech                       | s. Jana, ur. 1884                      | kapitan rezerwy           |                                           | adwokat                     | praktyka w Lidzie                               |
| Szczudło Piotr                              | s. Piotra, ur. 1899                    | starszy posterunkowy      | Policja Państwowa w Wołkowysku            | policjant                   |                                                 |
| Szczurek Józef                              | s. Kazimierza, ur. 1889                |                           | Policja Państwowa w Wołkowysku            | policjant                   |                                                 |
| Szczygieł Wacław                            | s. Władysława, ur. 1896                | starszy sierżant          | Policja Państwowa w Smorgoniach           | policjant                   |                                                 |
| Szeliga Józef                               | ur. 1890                               |                           | Policja Państwowa w Postawach             | policjant                   |                                                 |
| Szeszko Edward                              | s. Jana                                |                           |                                           | krawiec                     | zam. Grodno                                     |
| Szereszowiec Aleksander                     |                                        |                           |                                           |                             | zam. Lichosielce                                |
| Szewko Teofil                               | s. Jana, ur. 1900                      | starszy posterunkowy      | Policja Państwowa w Świsłoczy             | policjant                   |                                                 |
| Szmurło Leonard                             | s. Kaliksta, ur. 1876                  | ppłk lek.                 | 9 Szpital Okręgowy                        | lekarz chirurg              | Brześć                                          |
| Szostak Jakim                               | s. Fedora, ur. 1914                    |                           |                                           | rolnik                      | zam. Motykały                                   |
| Szpilewski Zygmunt                          | s. Protazego                           |                           |                                           | wł. sklepu                  | zam. w Iwieńcu                                  |
| Sztygiel (Sztygmel) Józef                   | s. Michała, ur. 1894                   |                           |                                           |                             | sołtys Kuźnicy                                  |
| Szudrowicz Ryszard                          |                                        |                           |                                           |                             |                                                 |
| Szybiński Aleksander                        | s. Lucjana, ur. 1900                   |                           |                                           | prawnik                     | Sąd Okręgowy w Łomży                            |
| Szyjkowski (Szajkowski) Leon                | s. Jana, ur. 1911                      | porucznik                 | kompania graniczna KOP „Dukszty”          | żołnierz zawodowy           |                                                 |
| Szylko Władysław                            |                                        |                           |                                           |                             |                                                 |
| Szymankiewicz Marceli Marian                | s. Wojciecha, ur. 1894                 |                           |                                           | urzędnik                    | dyr. Komunalnej Kasy Oszcz. w Mołodecznie       |
| Szymański Jan                               | s. Antoniego, ur. 1894                 |                           | więzienie w Pińsku                        | strażnik więzienny          |                                                 |
| Szymel Stanisław                            | s. Julii, ur. 1896                     |                           |                                           | kupiec                      |                                                 |
| Szymkiewicz Mieczysław                      | s. Władysława, ur. 1880                |                           |                                           |                             | adm. majątku Dowcewicze                         |
| Śleszyński Stanisław                        | s. Władysława, ur. 1905                |                           |                                           |                             | poseł na Sejm II RP                             |
| Ślizień-Ratsza Otton                        | s. Zygmunta, ur. 1891                  |                           |                                           | ziemianin                   | wł. majątku Grudka                              |
| Ślusarczyk Roman                            | s. Kazimierza, ur. 1898                |                           | Policja Państwowa w Woroniłowiczach       | policjant                   |                                                 |
| Śnieżko-Błocki Bolesław                     | s. Bronisława, ur. 1882                |                           |                                           | ziemianin                   | wł. majątku Rudec Wielki                        |
| Świda Oskar                                 | s. Ludwika, ur. 1885                   |                           |                                           | inżynier rolnik             | wł. majątku Małe Hranicze                       |
| Świderski Aleksander                        | s. Leona, ur. 1892                     |                           |                                           |                             | zam. Grodno                                     |
| Świderski Przemysław                        | s. Władysława, ur. 1880                |                           |                                           |                             | zam. Białaszewo                                 |
| Świerczewski Piotr                          |                                        | przodownik                | więzienie w Słonimiu                      | strażnik więzienny          |                                                 |
| Świrko Piotr                                |                                        |                           |                                           | rolnik                      | zam. Obuchów                                    |
| Tarejło Jan                                 | s. Jana, ur. 1893                      |                           | Policja Państwowa w Dokszycach            | policjant                   |                                                 |
| Tata Walenty                                | ur. 1889                               |                           |                                           | policjant                   |                                                 |
| Teller Roman                                | s. Józefa, ur. 1899                    |                           |                                           |                             | zam. Płotnica                                   |
| Teodorowicz Włodzimierz                     | s. Wincentego, ur. 1904                |                           |                                           | ziemianin                   | wł. majątku Stachowicze pow. piński             |
| Tkaczenko Jan                               |                                        |                           |                                           | leśnik                      | zam. Roś                                        |
| Tołłoczko Bronisław                         | s. Aleksandra, ur. 1888                |                           |                                           | prawnik, sędzia             | zam. Grodno                                     |
| Tomaszewicz Adolf                           | s. Franciszka, ur. 1905                |                           |                                           |                             |                                                 |
| Trojanowicz Stanisław                       | s. Ignacego                            |                           |                                           | leśnik                      |                                                 |
| Tryszczkowski Mikołaj                       | s. Piotra, ur. 1896                    |                           | Policja Państwowa w Pińsku                | policjant                   |                                                 |
| Twardowski Michał Jan                       | s. Jana, ur. 1901                      |                           | Policja Państwowa w Lubomlu               | policjant                   |                                                 |
| Turski Wacław                               | s. Witalisa (Witolda), ur. 1884        |                           |                                           | ziemianin                   | wł. majątku Leoszkowo                           |
| Tyrch (Tyrcha) Stanisław                    | s. Józefa, ur. 1887                    |                           |                                           | rzeźbiarz, osadnik wojskowy |                                                 |
| Tyszkiewicz Franciszek                      | s. Juliana, ur. 1902                   |                           |                                           | stolarz, rolnik             | zam. Laskowiec Stary                            |
| Ubysz (Ubyś) Kazimierz                      | s. Bronisława, ur. 1913                |                           |                                           |                             |                                                 |
| Ulinowski Edward                            | ur. 1896                               |                           | Policja Państwowa w Skwerykach            | policjant                   |                                                 |
| Uzłowski Eustachy                           | ur. 1899                               |                           |                                           |                             |                                                 |
| Wadlewski Edward                            | ur. 1887                               | porucznik rezerwy         |                                           | osadnik wojskowy            | zam. Terebieżów                                 |
| Wakaluk Stefan                              | s. Jana, ur. 1887                      |                           |                                           |                             |                                                 |
| Walczak Stanisław                           | s. Antoniego, ur. 1906                 |                           | Policja Państwowa w pow. stolińskim       | policjant                   |                                                 |
| Walicki Leon                                | ur. 1896                               |                           |                                           |                             |                                                 |
| Waligóra Czesław Teodor                     | s. Franciszka, ur. 1894                | porucznik rezerwy         | 8 dywizjon taborów                        | ziemianin                   | wł. majątku Górki Tczewskie                     |
| Waluk Michał                                | s. Jakuba, ur. 1907                    |                           |                                           |                             | zam. Szczuczyn, pow. lidzki                     |
| Warcholiński Longin Józef                   | s. Józefa, ur. 1918                    |                           |                                           |                             |                                                 |
| Wardak Władysław                            | s. Konstantego, ur. 1893               |                           | Policja Państwowa w Brześciu              | policjant                   |                                                 |
| Warmachowski Józef                          | s. Benedykta, ur. 1890                 |                           |                                           | nauczyciel                  | szkoła w Krasnosielach                          |
| Wasilewski Piotr                            | s. Józefa, ur. 1908                    |                           |                                           |                             |                                                 |
| Wasiulkiewicz Józef                         | s. Bolesława, ur. 1900                 | porucznik                 | 20 pułk artylerii lekkiej                 | żołnierz zawodowy           |                                                 |
| Waśkiewicz Jerzy                            | s. Józefa, ur. Józefa, ur. 1909        |                           |                                           |                             |                                                 |
| Wierzbicki Henryk                           | s. Władysława, ur. 1905                | sierżant                  |                                           |                             |                                                 |
| Wiktorowicz Bolesław                        | s. Ignacego, ur. 1897                  | plutonowy rezerwy         |                                           | księgowy                    | Wydział Powiatowy w Grajewie                    |
| Wilbik Stanisław                            | s. Piotra, ur. 1902                    |                           |                                           |                             | zam. Gawa-Piaski                                |
| Wilczyński Witold                           | s. Witolda, ur. 1887                   | przodownik                | Policja Państwowa w Smorgoniach           | policjant                   |                                                 |
| Wilk Stanisław                              | ur. 1902                               |                           |                                           |                             |                                                 |
| Winiecki Edward                             | s. Wacława, ur. 1910                   |                           |                                           | nauczyciel                  | kier. szkoły w Koszance                         |
| Witkowski Feliks                            | s. Kazimierza, ur. 1895                | kapitan                   | 85 pułk piechoty                          | żołnierza zawodowy          |                                                 |
| Witkowski Michał                            | ur. 1892                               |                           |                                           |                             | zam. Klinowice                                  |
| Witkowski Mikita                            | Stefana, ur. 1891                      |                           |                                           | osadnik wojskowy            | zam. Małe Orły                                  |
| Wittak (Witak) Ryszard                      | s. Józefa, ur. 1912                    |                           |                                           | urzędnik                    | Izba Skarbowa w Wołkowysku                      |
| Wiza Wojciech                               | s. Stefana, ur. 1918                   |                           |                                           |                             |                                                 |
| Władczyński Emanuel Władysław               | s. Aleksandra, ur. 1873                | oficer rezerwy            |                                           | ziemianin                   | wł. majątku Sedzielniki                         |
| Włodkowski Adolf                            | s. Mikołaja, ur. 1906                  | podporucznik rezerwy      |                                           |                             | zam. Grodno                                     |
| Włódarczyk (Włodarczyk) Stanisław           | s. Szymona, ur. 1900                   |                           |                                           |                             |                                                 |
| Wnuk Jan                                    | s. Aleksandra, ur. 1884                |                           | Policja Państwowa w Baranowiczach         | policjant                   |                                                 |
| Wojewódzki Konstanty                        | s. Konstantego, ur. 1893               |                           |                                           | osadnik wojskowy            | zam. Laspol (KW)                                |
| Wojskowicz Konstanty                        | ur. 1897                               |                           |                                           |                             | zam. Śniegi                                     |
| Wolański Mieczysław                         | s. Kajetana, ur. 1896                  |                           |                                           |                             | burmistrz Łunińca                               |
| Wołk-Lewanowicz Jerzy                       | s. Konstantego, ur. 1898               |                           | Policja Państwowa w Baraszewiczach        | policjant                   |                                                 |
| Wołk-Łaniewski Leon                         | s. Nikodema, ur. 1916                  | podchorąży                |                                           |                             |                                                 |
| Wołłowicz Jerzy Michał                      | s. Tadeusza, ur. 1900                  |                           |                                           | ziemianin                   | wł. majątku Hanuta                              |
| Wołoszyn Andrzej                            | s. Grzegorza, ur. 1900                 |                           | Policja Państwowa w Kobryniu              | policjant                   |                                                 |
| Woyna Leon                                  | s. Piotra                              |                           |                                           | ziemianin                   | wł. majątku Piotrowo, pow. wołożyński           |
| Woźniak Józef                               | s. Jana, ur. 1902                      |                           |                                           | prokurator                  | pracował w Grodnie                              |
| Woźniakowski Władysław                      | s. Kazimierza, ur. 1898                | bombardier                |                                           | osadnik wojskowy            | osada Zababie                                   |
| Wójtowicz Władysław                         | s. Kazimierza, ur. 1898                | starszy posterunkowy      | Policja Państwowa w Prużanie              | policjant                   |                                                 |
| Wróblewski Jan                              | s. Wincentego, ur. 1898                |                           | Policja Państwowa w Białowieży            | policjant                   |                                                 |
| Wróblewski Marcin                           | s. Walentego, ur. 1899                 |                           |                                           |                             | zam. Jałówka, pow. wołkowyski                   |
| Wycech Władysław                            |                                        |                           |                                           | kolejarz                    | PKP w Brześciu                                  |
| Wyciechowski Jan                            | s. Wojciecha, ur. 1906                 | podporucznik rezerwy      | więzienie w Pińsku                        | strażnik więzienny          |                                                 |
| Wydżga Jan Karol                            | s. Stanisława, ur. 1900                |                           |                                           | inż rolnik, ziemianin       |                                                 |
| Wyganowski Stanisław                        | ur. 1899                               |                           |                                           | inż. agronom                | zam. Brasław                                    |
| Wysłouch Bernard Feliks                     | s. Antoniego, ur. 1903                 |                           |                                           |                             | dyr. szkoły w Opsie?                            |
| Wyszyński Fabian                            | s. Jana, ur. 1900                      |                           |                                           |                             | zam. Białystok                                  |
| Wyszyński Józef                             | s. Piotra, ur. 1896                    |                           |                                           | nauczyciel                  |                                                 |
| Zabiełło Mateusz                            | s. Józefa, ur. 1898                    |                           | więzienie w Święcianach                   | strażnik więzienny          |                                                 |
| Zachariasiewicz Michał                      | s. Jana, ur. 1879                      | podkomisarz               | więzienie w Prużanie                      | strażnik więzienny          | naczelnik więzienia                             |
| Zaleciłło Dominik                           | ur. 1886                               | przodownik                | więzienie w Święcianach                   | strażnik więzienny          |                                                 |
| Zaleski Bronisław                           | s. Bronisława, ur. 1908                | porucznik rezerwy         |                                           | ziemianin                   | wł. majątku Dunajczyce                          |
| Zaleski Marian Bolesław                     | s. Bolesława, ur. 1895                 |                           |                                           |                             | zam. Muncewicze                                 |
| Zaleski Wacław                              | s. Bronisława, ur. 1901                |                           |                                           | inż. rolnik                 | majątek Jelenpol                                |
| Załuczkowski Tadeusz                        | s. Marcelego, ur. 1918                 |                           |                                           | kolejarz                    |                                                 |
| Zambrzycki Kazimierz                        | s. Stanisława, ur. 1914                |                           |                                           | żołnierz                    |                                                 |
| Zambrzycki Stanisław                        | s. Stanisława, ur. 1922                |                           |                                           | rolnik                      | zam. Stare Grodzkie                             |
| Zankiewicz Aleksy                           | s. Dymitra, ur.                        |                           |                                           | nauczyciel                  |                                                 |
| Zanoziński Tadeusz                          | s. Józefa, ur. 1899                    |                           |                                           |                             |                                                 |
| Zarzycki Bronisław                          | s. Teofila, ur. 1900                   |                           |                                           | zawiadowca stacji           | stacja PKP w Łapach                             |
| Zasłona Piotr                               | s. Kazimierza, ur. 1898                |                           | Policja Państwowa w Lemieszewiczach       | policjant                   |                                                 |
| Zass Jan                                    | s. Konstantego, ur. 1894               |                           | Policja Państwowa w Prużanie              | policjant                   |                                                 |
| Zatoński Bolesław                           | s. Bazylego, ur. 1919                  |                           |                                           | student                     | Akademia Medyczna we Lwowie                     |
| Zawadzki Jan                                | s. Stanisława, ur. 1893                |                           |                                           | rolnik                      | zam. Piotrowicze, pow. oszmiański               |
| Zawadzki Stanisław                          | s. Ludwika, ur. 1897                   |                           |                                           | policjant                   |                                                 |
| Zborowski Michał Mieczysław                 | s. Czesława, ur. 1886                  | por. adm. st. sp.         |                                           | oficer stanu spoczynku      | osadnik wojsk. w m. Nowojelnia                  |
| Zbrożek Marian                              | s. Kazimierza, ur. 1888                | rotmistrz rezerwy         |                                           | księgowy                    |                                                 |
| Ziewacz Piotr                               | s. Mikołaja, ur. 1899                  | sierżant                  | batalion KOP „Iwieniec”                   |                             |                                                 |
| Zimnoch Antoni                              | s. Piotra, ur. 1898                    | chorąży rezerwy           |                                           | osadnik wojskowy            | osada Zababie                                   |
| Zinkiewicz Jan                              | s. Jana, ur. 1895                      |                           | Policja Państwowa w Niemenczynie          | policjant                   |                                                 |
| Zioło Józef                                 | s. Jana, ur. 1893                      |                           |                                           |                             | zam. Stolin                                     |
| Ziomek Stanisław                            | s. Ludwika, ur. 1901                   | starszy posterunkowy      | Policja Państwowa w Chotyniczach          | policjant                   |                                                 |
| Złotkowski Konstanty                        | s. Aleksandra, ur. 1889                |                           |                                           | rolnik                      | zam. Kamianka Nadbużna                          |
| Znaiński Józef                              |                                        |                           |                                           |                             | zam. Stolin                                     |
| Zoszczuk Łukasz                             | s. Michała, ur. 1906                   |                           |                                           |                             |                                                 |
| Zujewski Kazimierz                          | s. Wincentego, ur. 1886                |                           |                                           |                             |                                                 |
| Zutkowski Wincenty                          |                                        |                           |                                           | rolnik                      | zam. Hurnowszczyzna, pow. wołożyński            |
| Zylis (Żylis) Franciszek                    | ur. 1905                               |                           | Posterunek kolejowy PP w Porochońsku      | policjant                   | komendant posterunku                            |
| Żdan Aleksander                             | s. Teodora, ur. 1880                   |                           |                                           | ziemianin                   | wł. majątku Helenowo, gm. Rajca                 |
| Żebrowski Stanisław                         | s. Wincentego, ur. 1921                |                           |                                           |                             |                                                 |
| Żochowski Mieczysław Seweryn                | s. Kazimierza, ur. 1905                | major                     |                                           | żołnierz zawodowy           |                                                 |
| Żuk Włodzimierz                             | s. Stefana, ur. 1911 (1912)            |                           |                                           | nauczyciel                  | szkoła w Pińsku                                 |
| Żurakowski Jan                              | s. Edmunda, ur. 1878                   | porucznik rezerwy         |                                           | inżynier, osadnik wojskowy  | zam. Rafałówka                                  |
| Żurawski Adam                               | s. Faustyna, ur. 1888                  |                           |                                           |                             | wójt gminy Chotynicze                           |
| Żurawski Stanisław                          | s. Macieja, ur. 1900                   |                           |                                           |                             | wójt gminy Słobódka                             |
| Żyliński Józef                              | s. Piotra, ur. 1893                    |                           | Policja Państwowa w Supraślu              | policjant                   |                                                 |
| Żyliński Wiktor Mirosław                    | s. Bolesława, ur. 1904                 | podporucznik rezerwy      | 77 pułk piechoty                          | inżynier, ziemianin         | wł. majątku Sołopieciszki                       |